# 25 april
25 april is de 115de dag van het jaar (116de dag in een schrikkeljaar) in de gregoriaanse kalender. Hierna volgen nog 250 dagen tot het einde van het jaar.

## Gebeurtenissen
- Algemeen
  - 1986 - Kroonprins Makhosetive wordt in Swaziland gekroond tot koning en neemt de naam Mswati III aan.
  - 2015 - Een zware aardbeving met een kracht van 7,8 op de schaal van Richter treft Nepal. Naast de hoofdbeving waren er achttien naschokken, waarvan de zwaarste een kracht had van 6,7 op de schaal van Richter. De trillingen van de aardbeving waren tot in India, Pakistan, Bhutan, Tibet en Bangladesh te voelen. Er vallen ruim 2.500 doden. Bovendien stortten eeuwenoude Nepalese tempels in.
  - 2017 - In Venezuela vallen bij een grote opstand van gedetineerden in de José Antonio-gevangenis in de oostelijke staat Anzoátegui zeker twaalf doden en elf gewonden.

- Kunst en cultuur
  - 1719 -  Daniel Defoe publiceert zijn roman Robinson Crusoe.
  - 1792 - De Marseillaise, het Franse volkslied, wordt gecomponeerd.

- Muziek
  - 1970 - Tijdens een nachtconcert in het Amsterdamse Concertgebouw treden onder meer Wanda Jackson, Buck Owens en Billie Jo Spears op.
  - 1979 - The Police is voor het eerst te zien bij Top of the Pops bij de BBC.[1]

- Politiek
  - 1824 - De Nederlandse regering besluit de Nederlandsch-Indische Lijnwadenverordening goed te keuren.
  - 1950 - De Republiek der Zuid-Molukken wordt uitgeroepen.
  - 1974 - In Portugal maakt de Anjerrevolutie een eind aan vijftig jaar dictatuur.
  - 1990 - Tijdens een verkiezingsmeeting in Keulen wordt Oskar Lafontaine, de kandidaat van de SPD voor het bondskanselierschap, neergestoken door een geesteszieke vrouw.
  - 1990 - Violeta Barrios de Chamorro wordt in Managua beëdigd als presidente van Nicaragua.
  - 1991 - Troepen van het Sovjet-leger bezetten in de Baltische republiek Litouwen een twaalftal gebouwen, waaronder verscheidene technische scholen, een kledingfabriek, een hotel en een sportcomplex.

- Oorlog
  - 1607 - In de Zeeslag bij Gibraltar vernietigt een Nederlandse vloot de Spaanse.
  - 1915 - Eerste Wereldoorlog: De Slag om Gallipoli begint.
  - 1980 - De Amerikaanse militaire operatie om de gijzelaars uit de Amerikaanse ambassade in Teheran te bevrijden, mislukt.
  - 1982 - Israël draagt het laatste deel van de bezette Sinaïwoestijn over aan Egypte.

- Religie
  - 1970 - Benoeming van Paul Schruers tot hulpbisschop van Hasselt.

- Sport
  - 1957 - AFC Ajax neemt Johan Cruijff aan als lid.
  - 1970 - De Belgische wielrenner Georges Pintens wint de vijfde editie van de Amstel Gold Race.
  - 1982 - De Nederlandse tafeltennisster Bettine Vriesekoop behaalt in Boedapest de Europese titel in het enkel- en het gemengddubbelspel.
  - 1987 - De 22ste editie van Amstel Gold Race wordt gewonnen door de Nederlander Joop Zoetemelk.
  - 1992 - De Duitser Olaf Ludwig wint de 27ste editie van de Amstel Gold Race.
  - 1998 - Zwitser Rolf Järmann wint de 33ste editie van de Amstel Gold Race.
  - 1999 - Feyenoord wordt voor de 14de keer in zijn bestaan kampioen van Nederland. De club kan na een 2-2-gelijkspel tegen NAC Breda de titel niet meer ontlopen.
  - 2014 - Judoka's Dex Elmont en Kim Polling behalen in Montpellier de Europese titel in hun gewichtsklasse.

- Wetenschap en technologie
  - 1953 - James Watson en Francis Crick publiceren in Nature de structuur van het menselijk DNA.
  - 1961 - De Amerikaan Jack Kilby (Texas Instruments) krijgt octrooi op de geïntegreerde schakeling oftewel de ic-chip.
  - 1985 - De verlenging van de Rotterdamse metro naar Spijkenisse wordt geopend.
  - 1986 - Het .nl-domein wordt als een van de eerste topleveldomeinen overgedragen aan Piet Beertema van het CWI.
  - 1990 - Lancering van de ruimtetelescoop Hubble, het eerste onbemande observatorium in de ruimte, vanuit spaceshuttle Discovery tijdens missie STS-31.[2][3]
  - 2022 - Elon Musk neemt het sociale mediaplatform Twitter over voor een bedrag van 44 miljard dollar (41 miljard euro).[4]
  - 2023 - Vlak voordat de Hakuto-R lander van het Japanse bedrijf ispace een zachte landing op de Maan moet maken gaat het contact met het ruimtevaartuig verloren. Verdere pogingen om het contact te herstellen slagen niet waarmee het volgens de directeur van het bedrijf aannemelijk is dat de zachte landing is mislukt.[5]
  - 2024 - Lancering van het Chinese ruimtevaartuig Shenzhou 18, bemand door de taikonauten Ye Guangfu, Li Cong en Li Guangsu met een Lange Mars 2F/G raket vanaf lanceerbasis Jiuquan SLS-1 voor een missie naar het Tiangong ruimtestation.[6]
  - 2024 - Ruimtewandeling van de kosmonauten Oleg Kononenko en Nikolaj Tsjoeb van Roskosmos voor het uitvoeren van werkzaamheden aan het ISS waaronder het installeren van apparatuur en experimenten om de mate van corrosie van het ruimtestation te analyseren.[7]

## Geboren

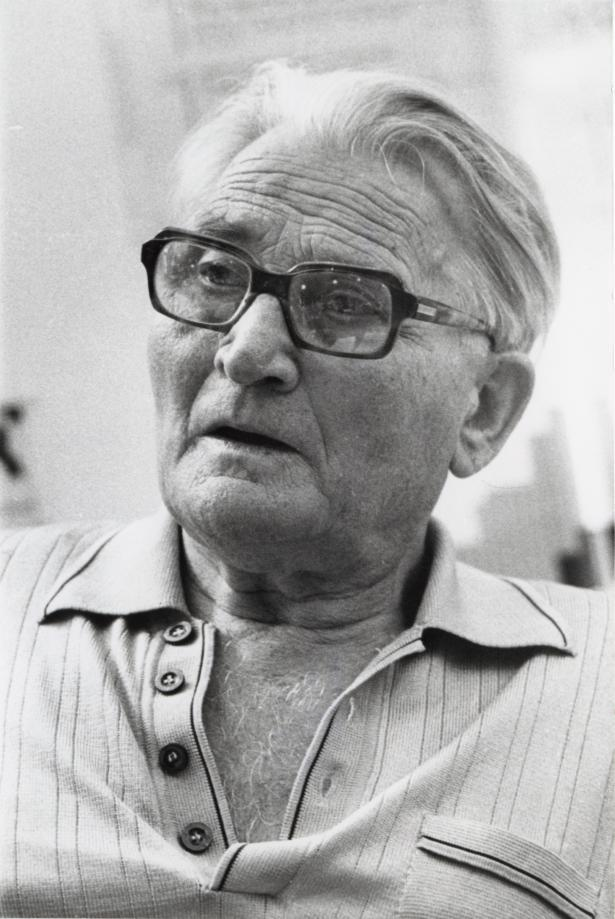
Henk Gortzak
geboren in 1908

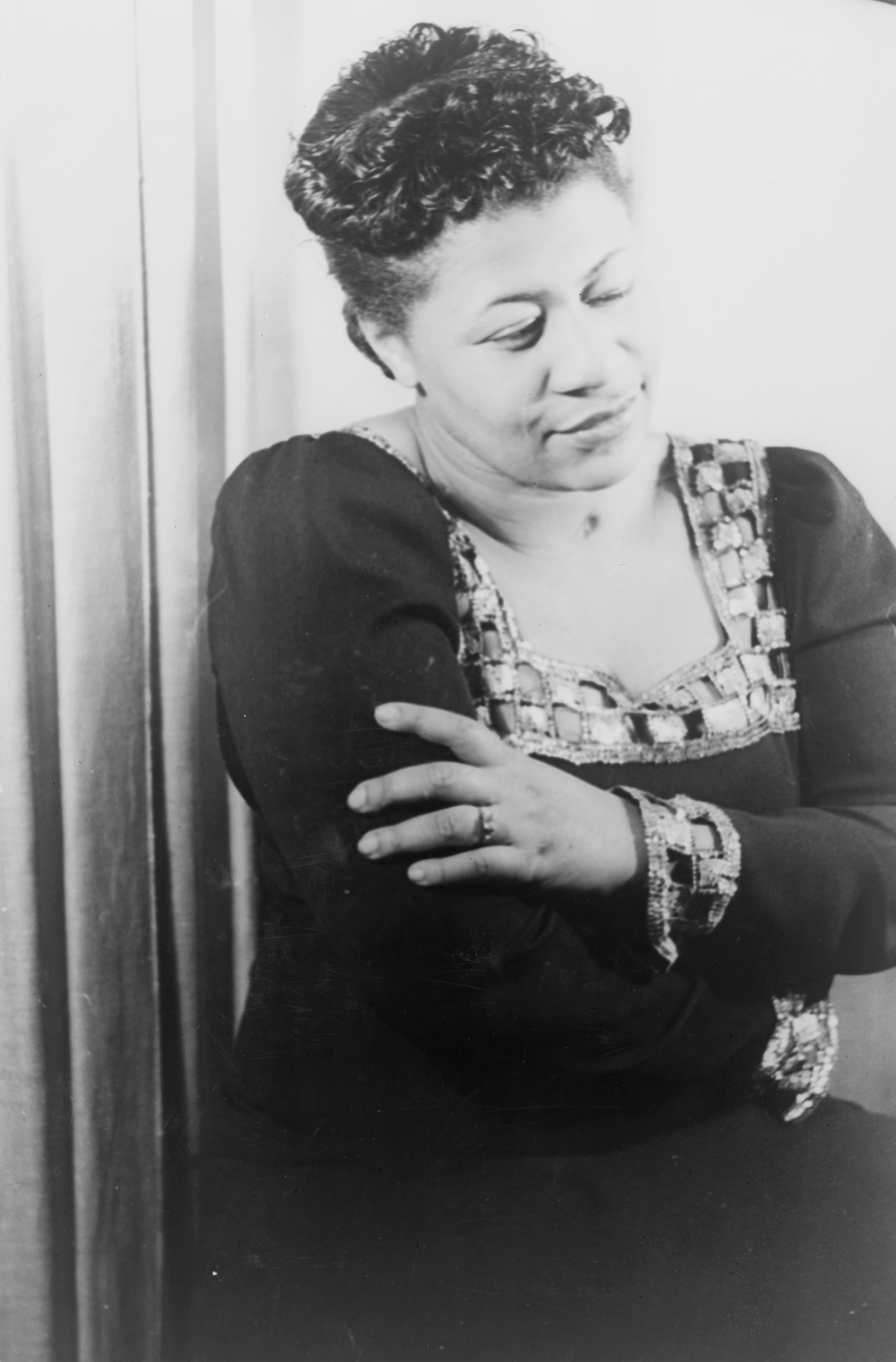
Ella Fitzgerald
geboren in 1917

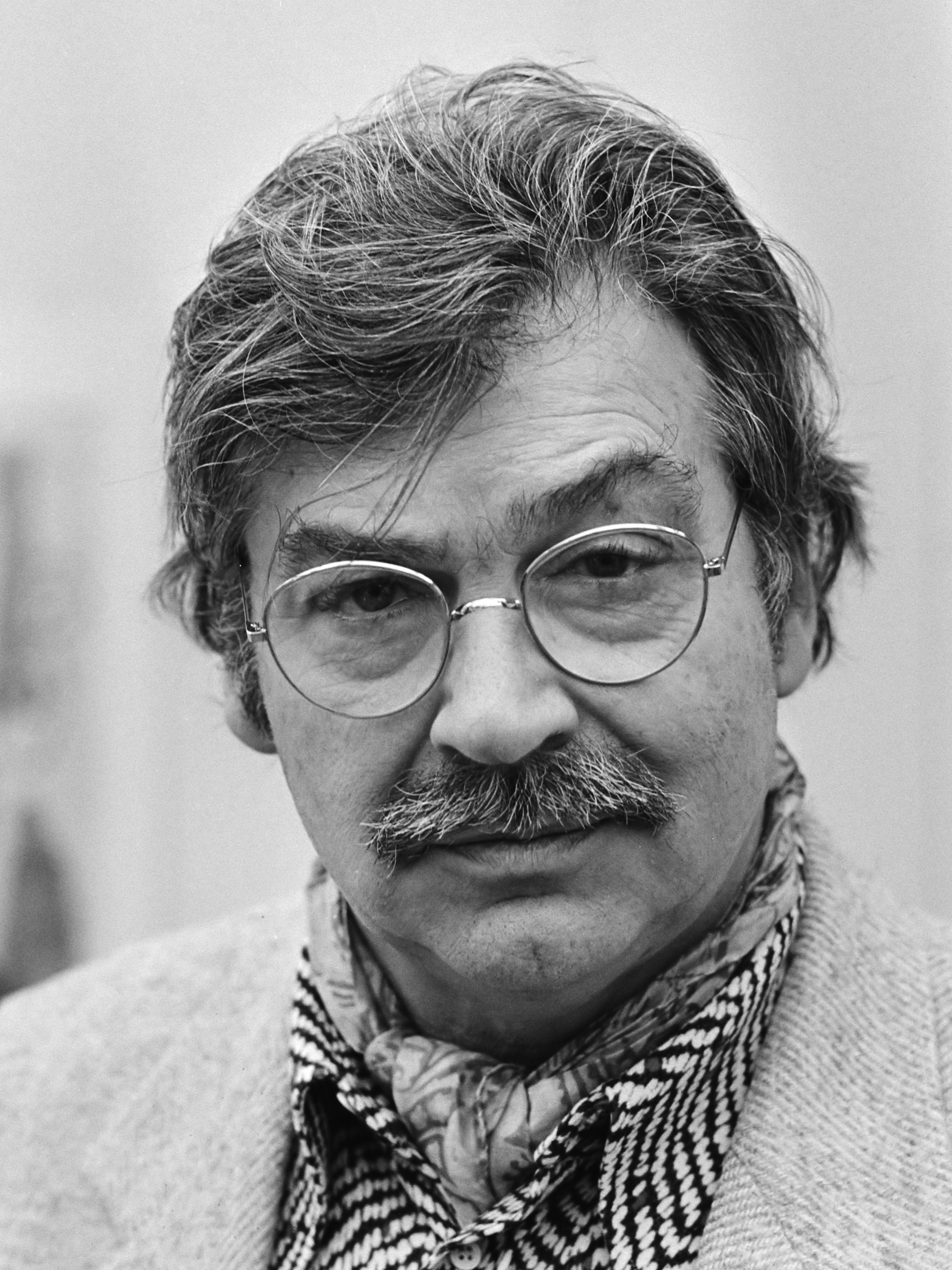
Karel Appel
geboren in 1921

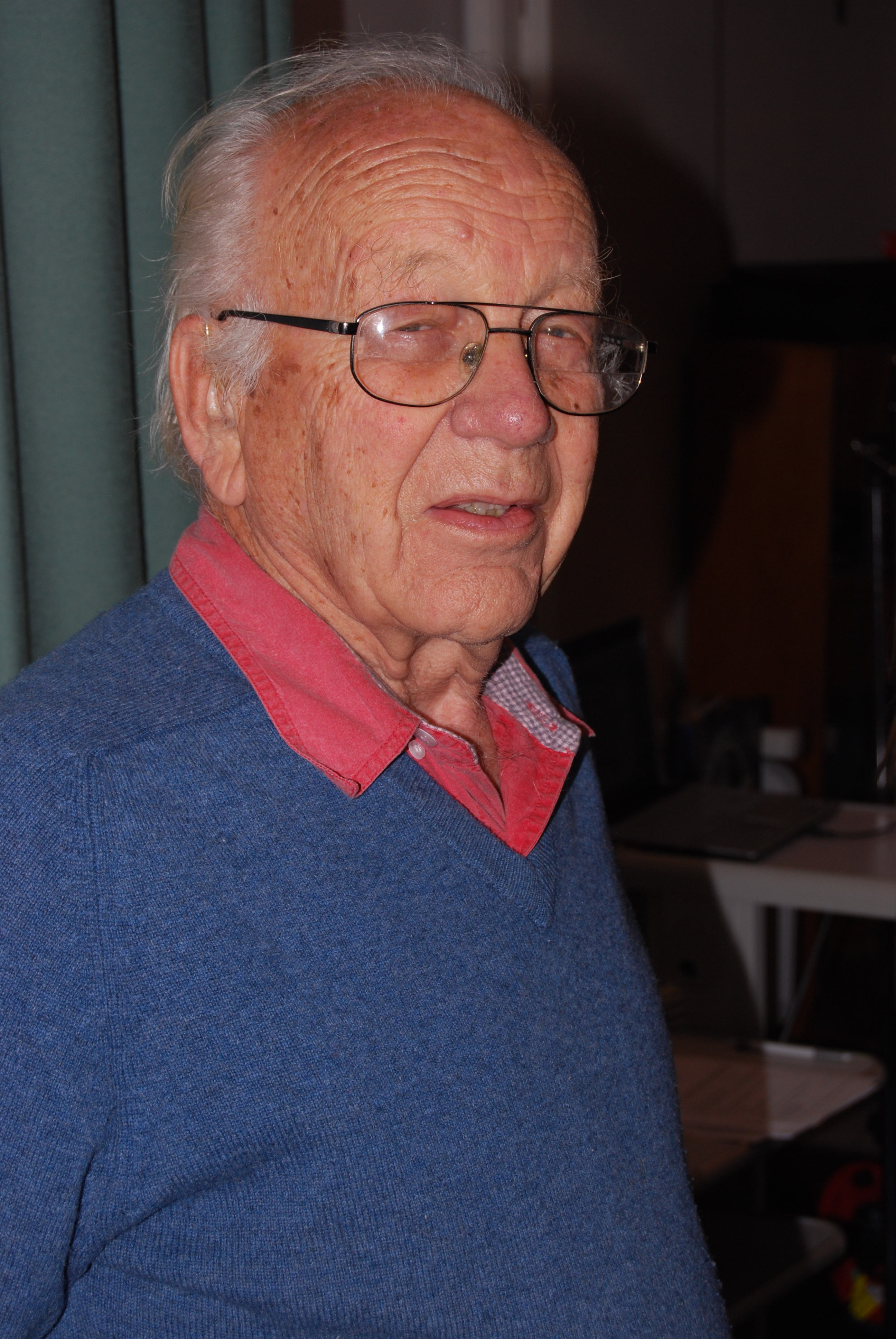
Francis Graham-Smith
geboren in 1923

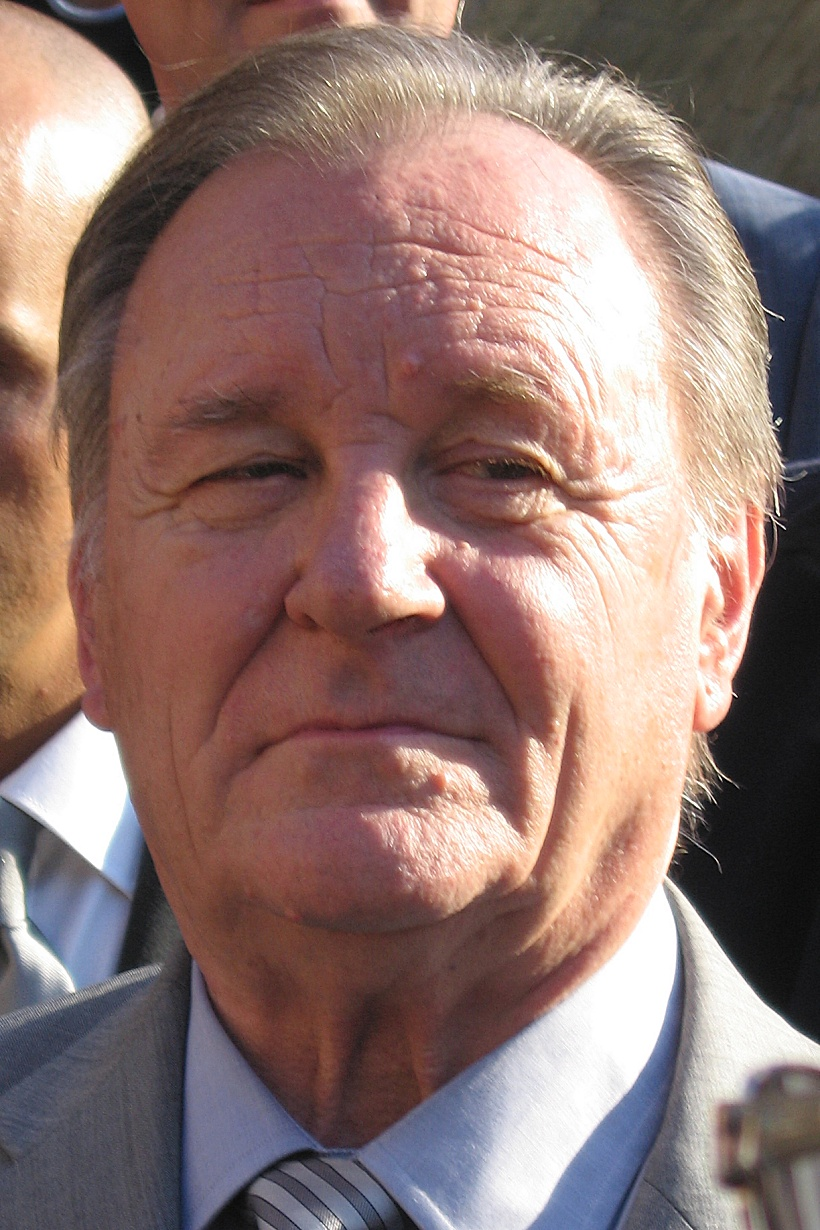
Albert Uderzo
geboren in 1927

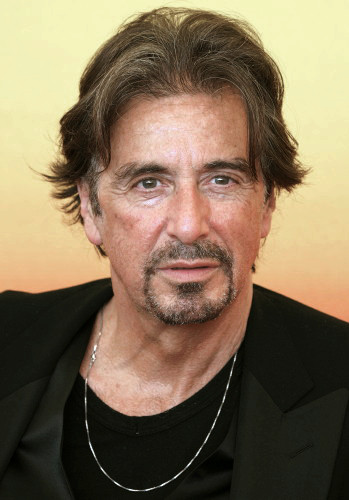
Al Pacino
geboren in 1940

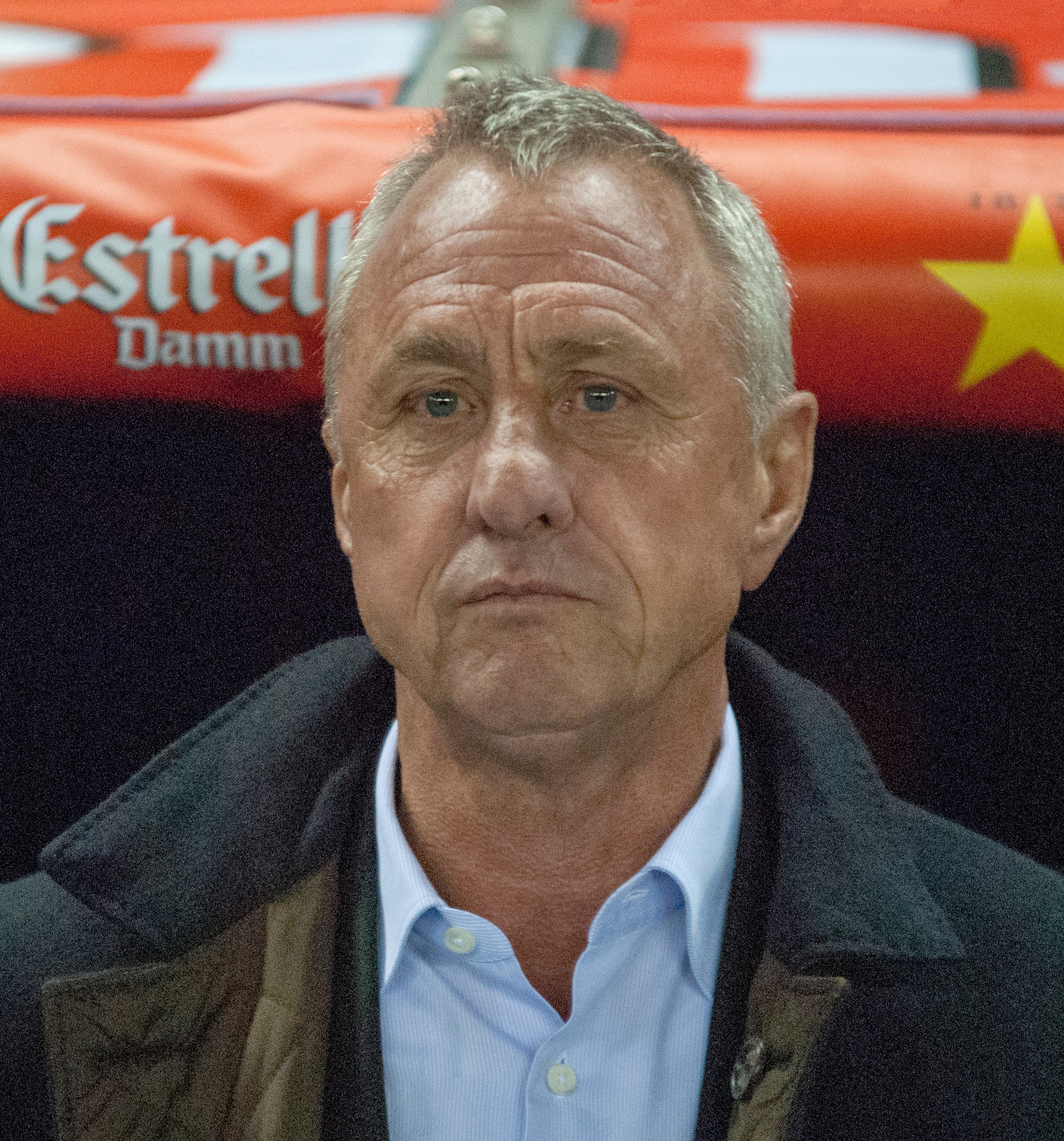
Johan Cruijff
geboren in 1947

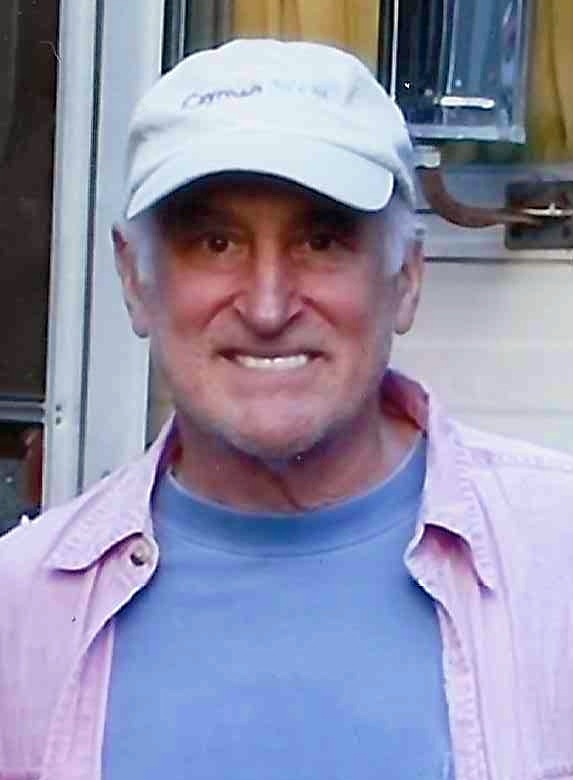
Jeffrey DeMunn
geboren in 1947

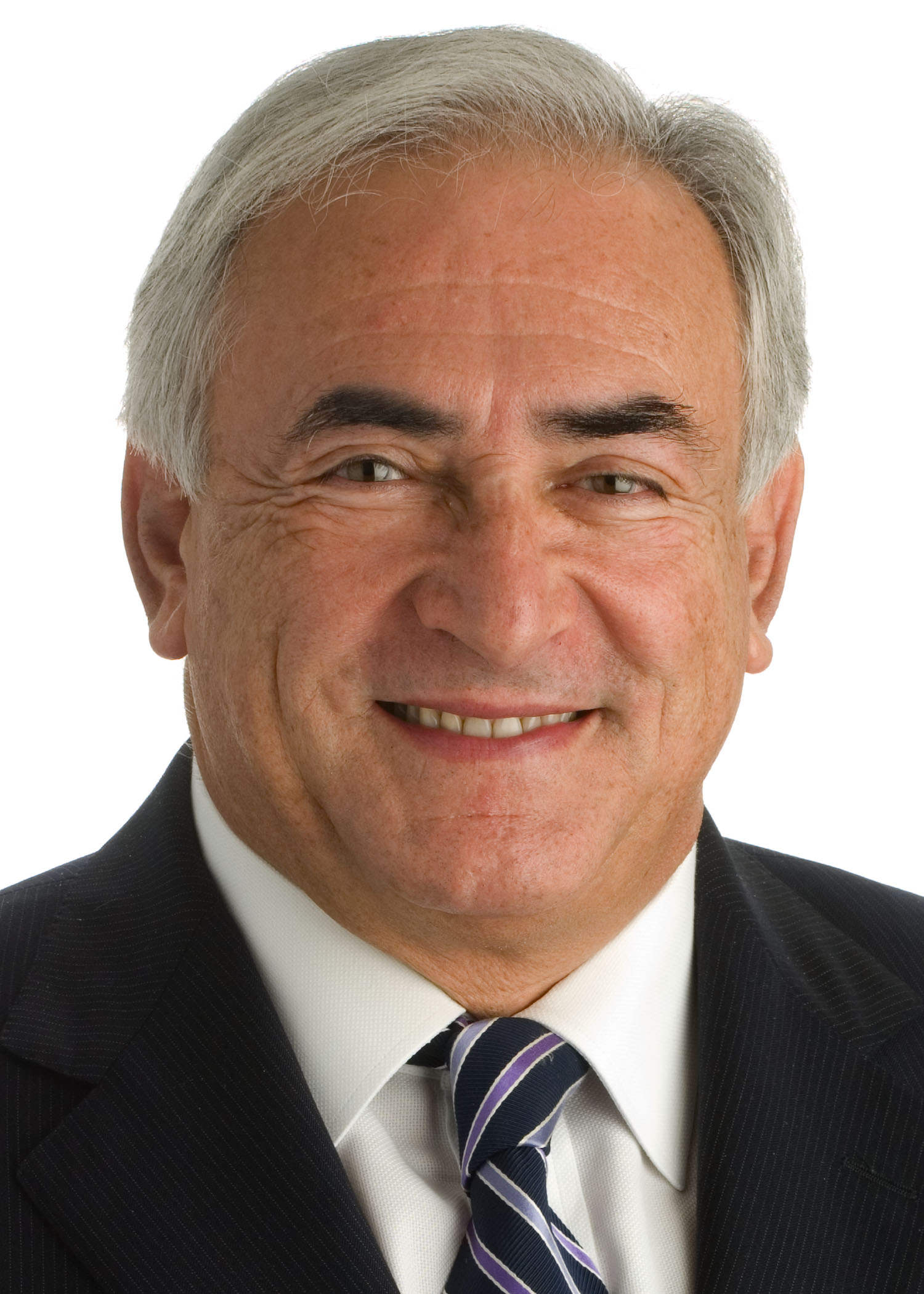
Dominique Strauss-Kahn
geboren in 1949

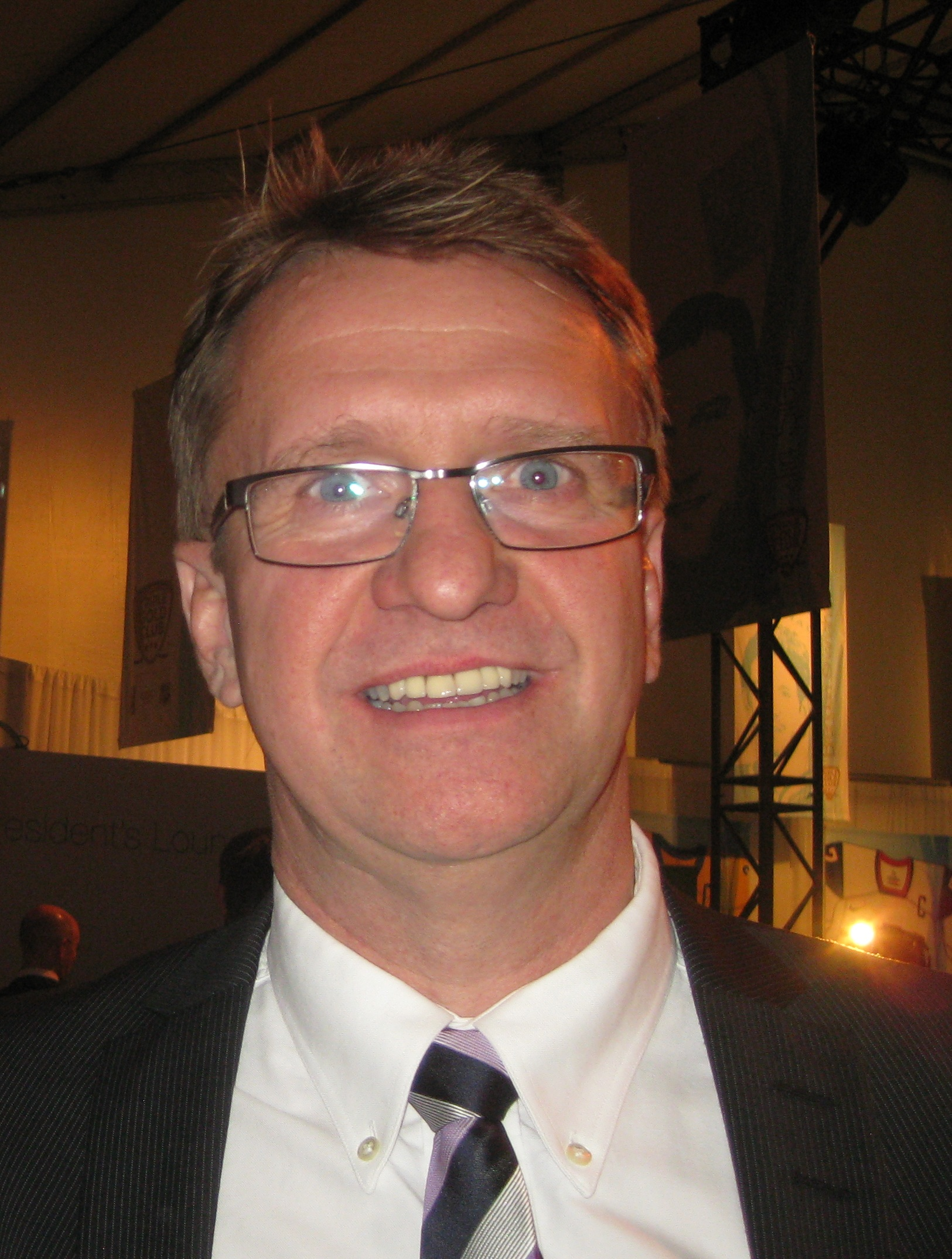
Tomas Jonsson
geboren in 1960

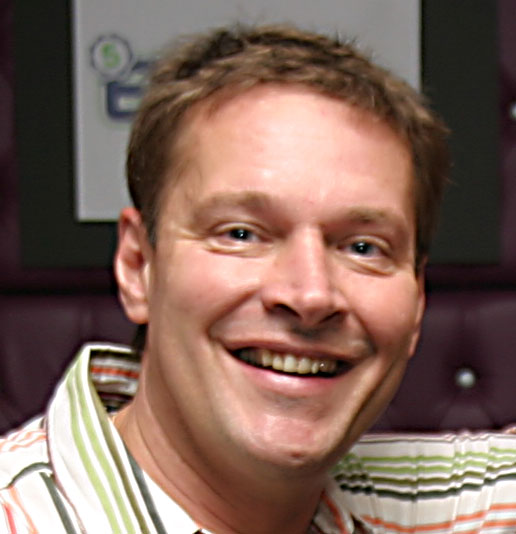
Albert Verlinde
geboren in 1961

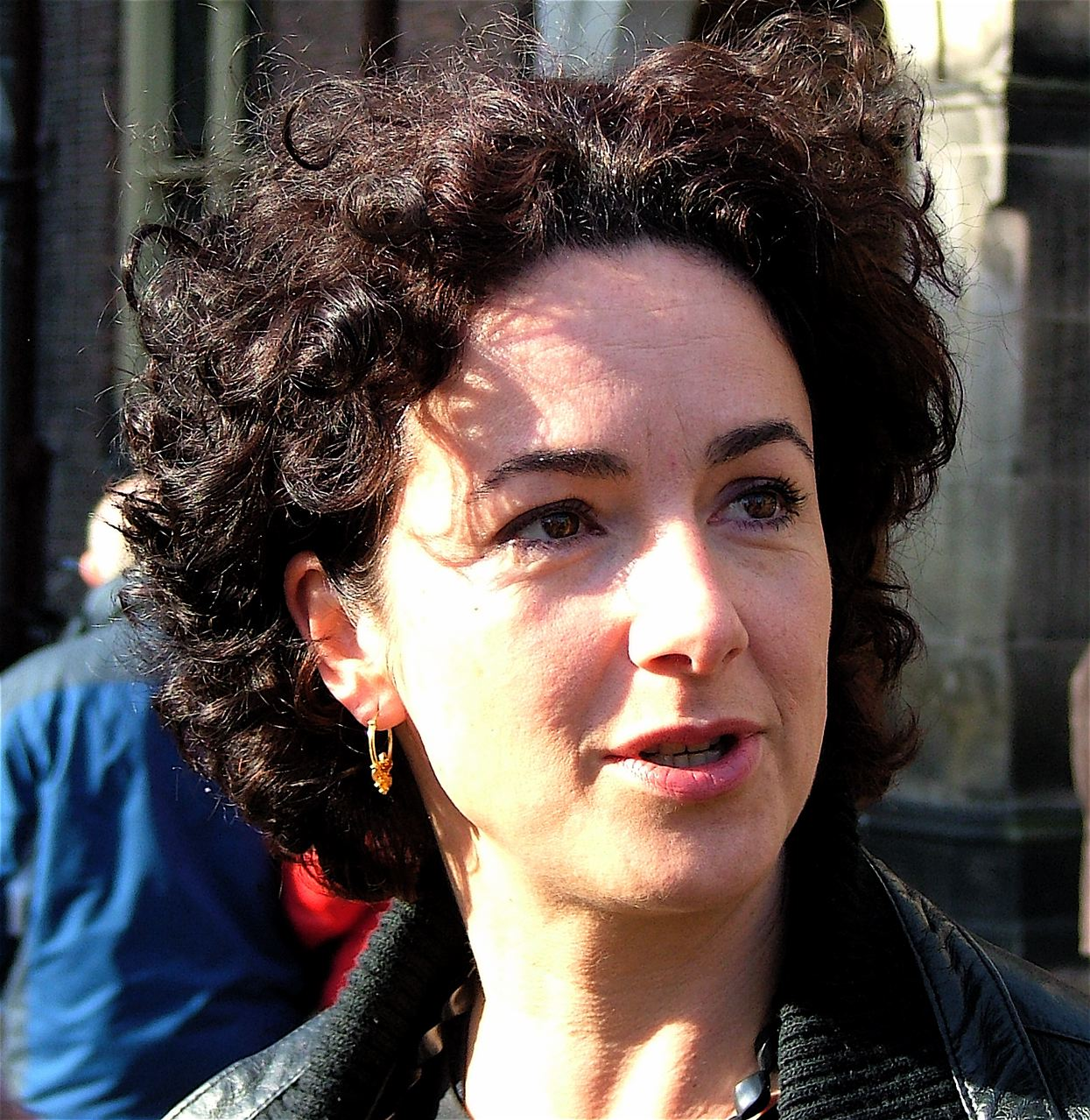
Femke Halsema
geboren in 1966

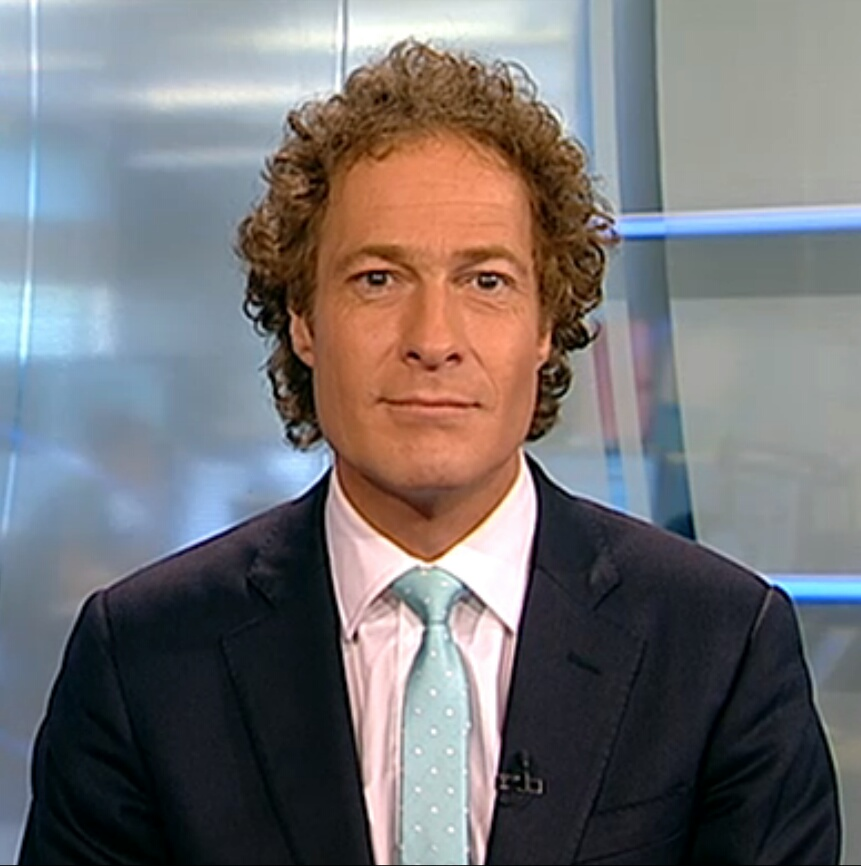
Jeroen Overbeek
geboren in 1966

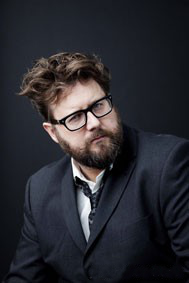
Martin Koolhoven
geboren in 1969

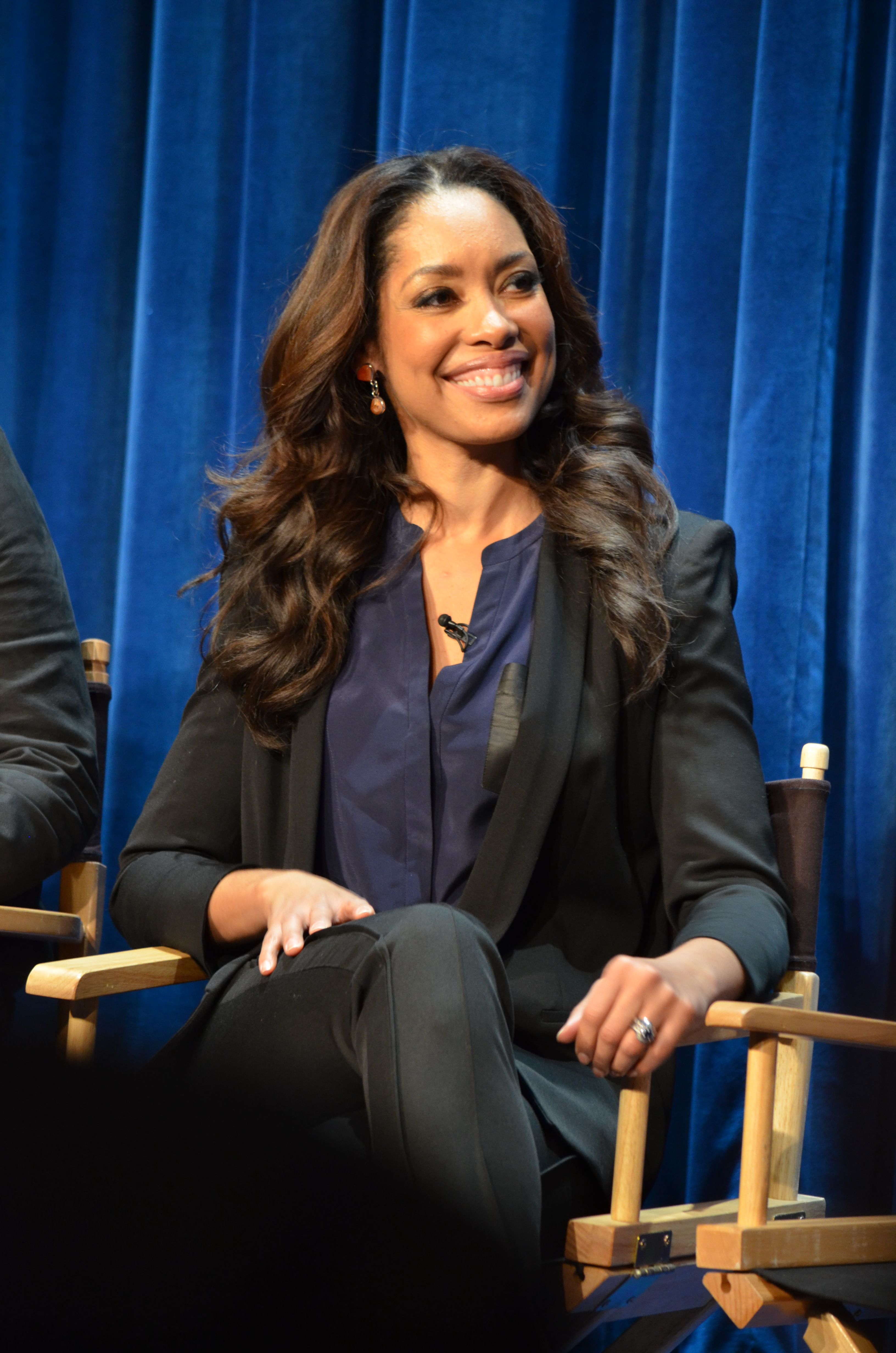
Gina Torres
geboren in 1969

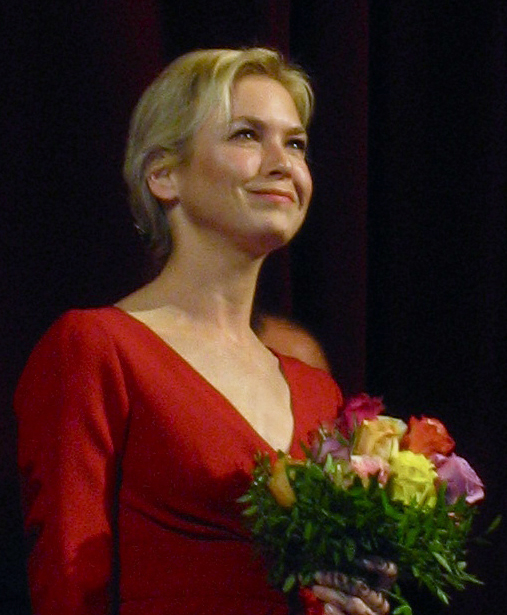
Renée Zellweger
geboren in 1969

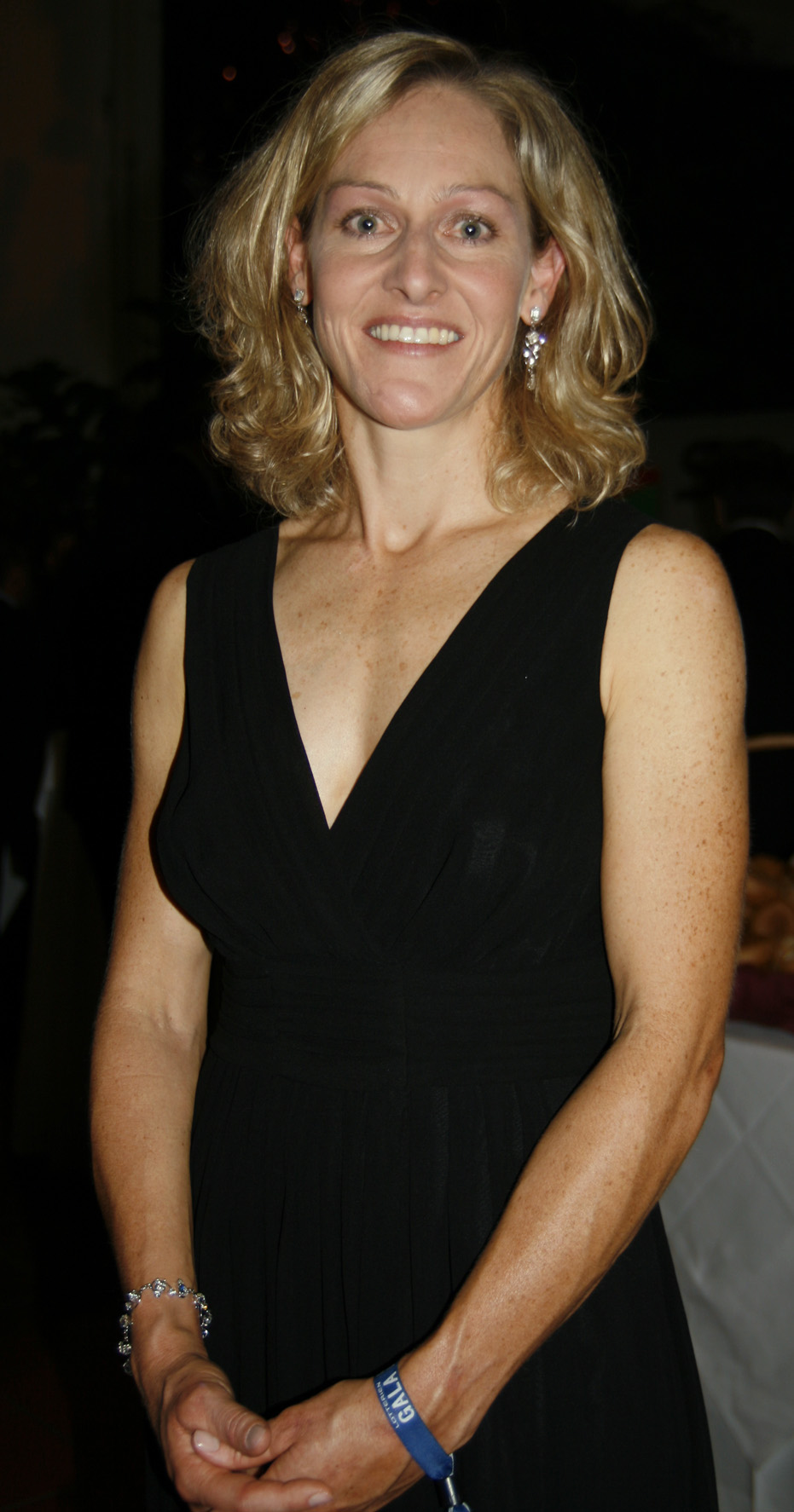
Kate Allen
geboren in 1970

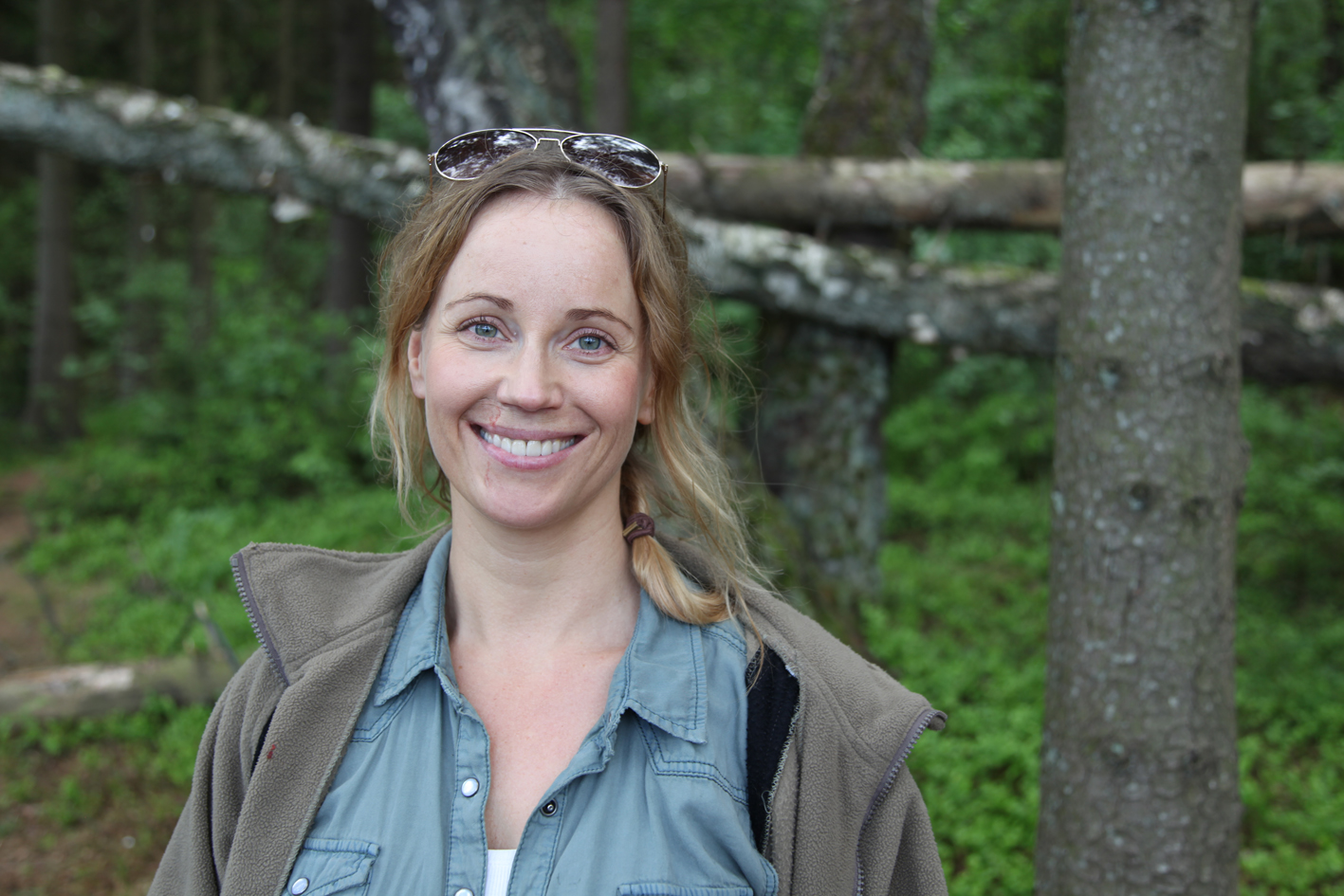
Sofia Helin
geboren in 1972

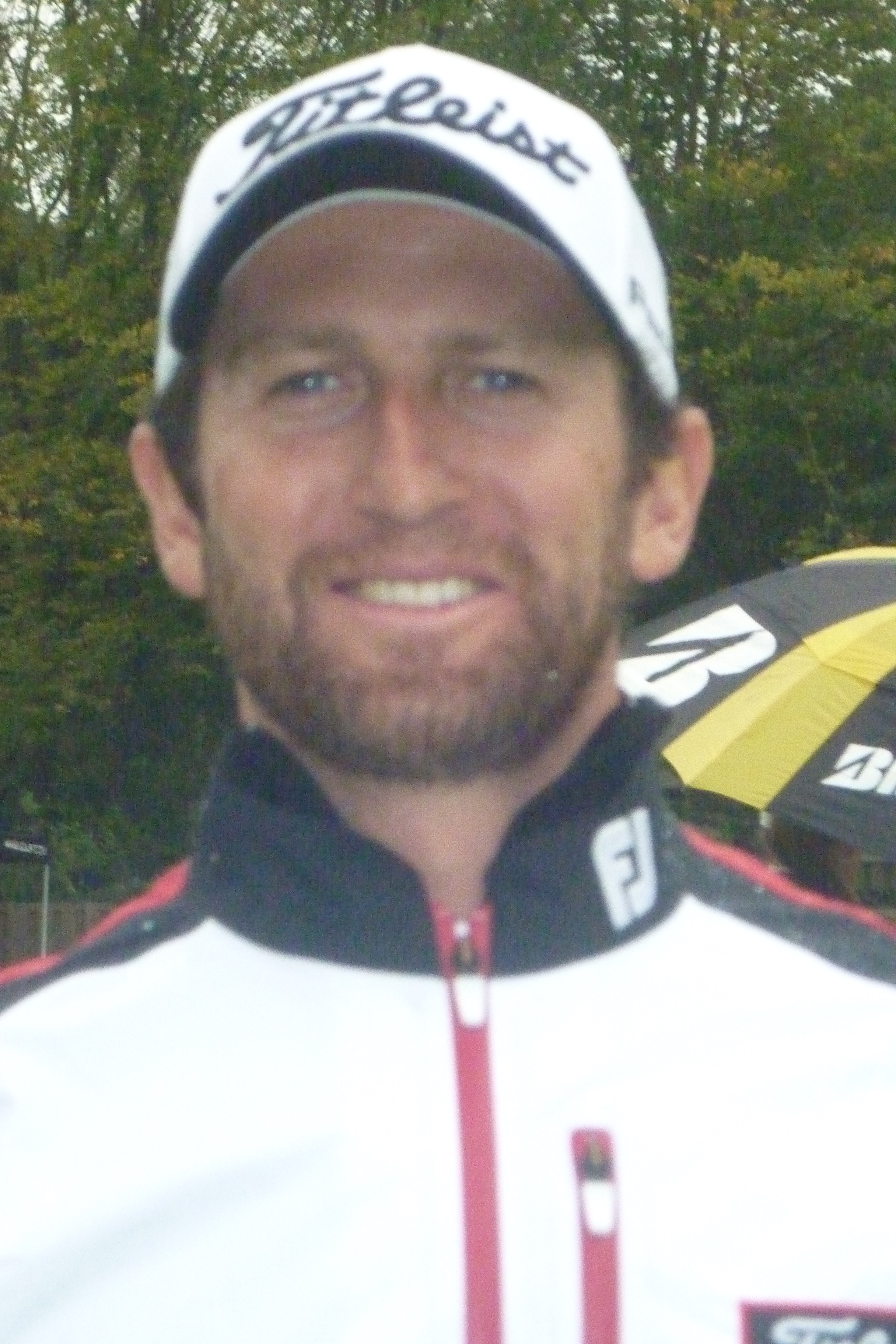
Grégory Bourdy
geboren in 1982

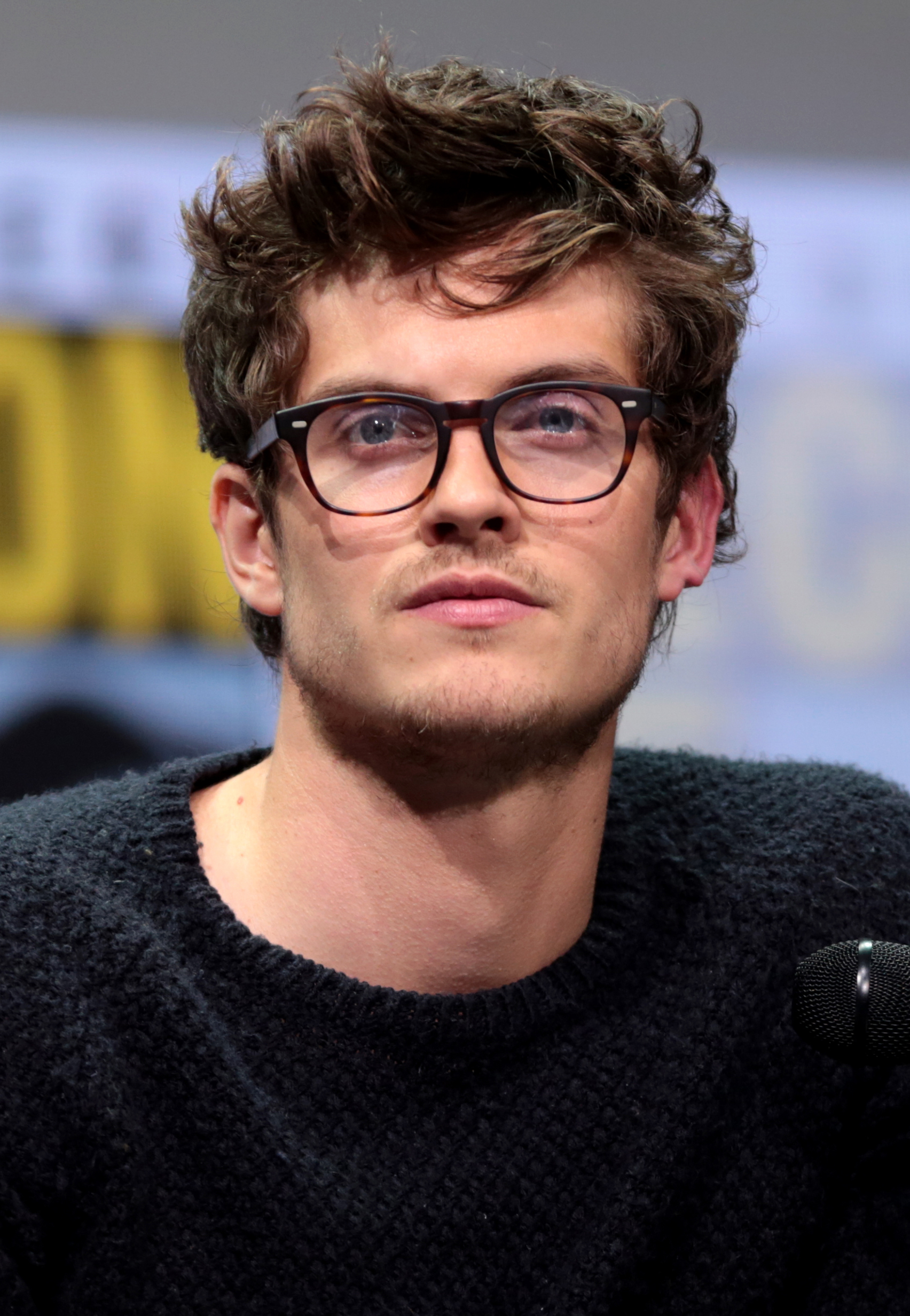
Daniel Sharman
geboren in 1986

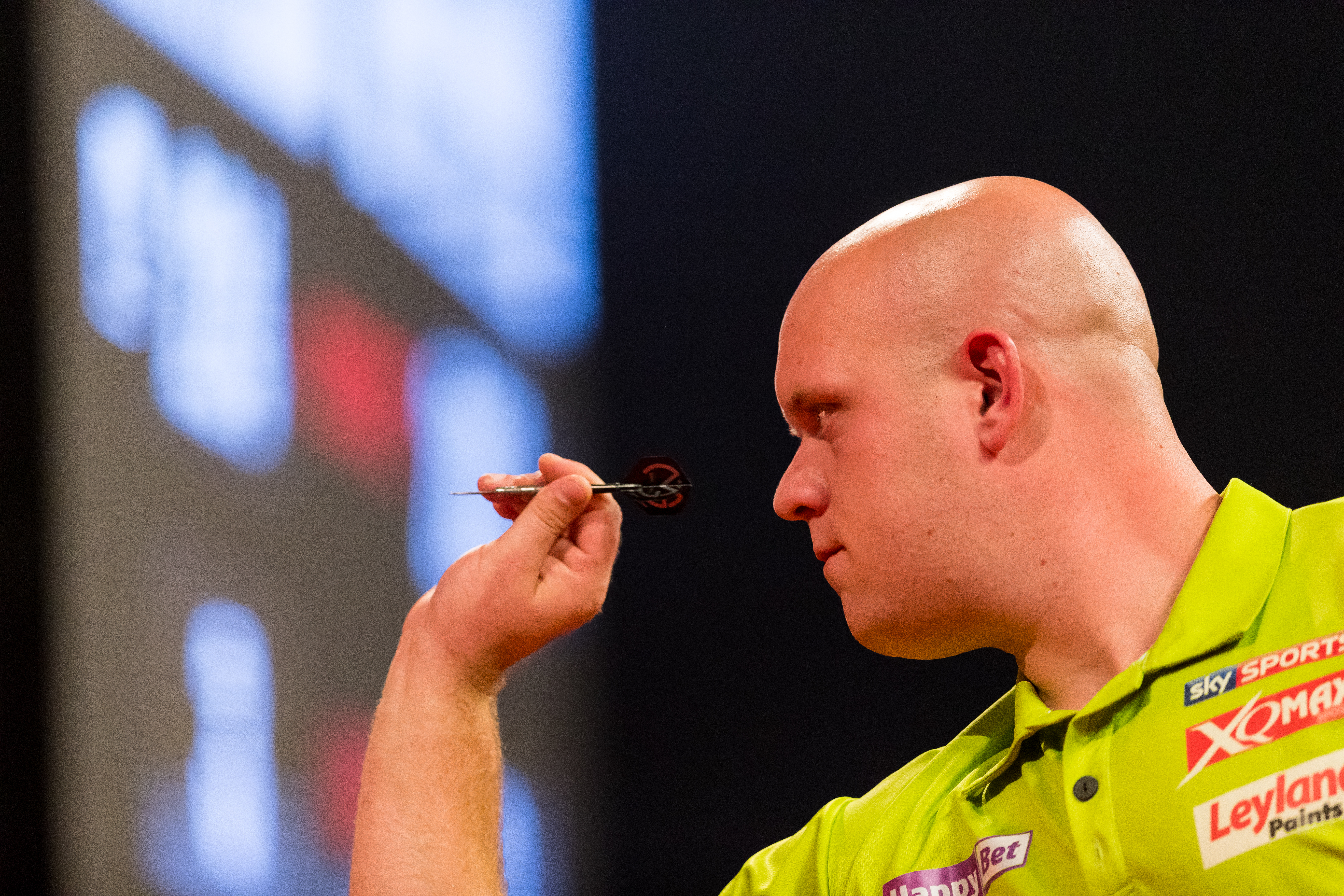
Michael van Gerwen
geboren in 1989

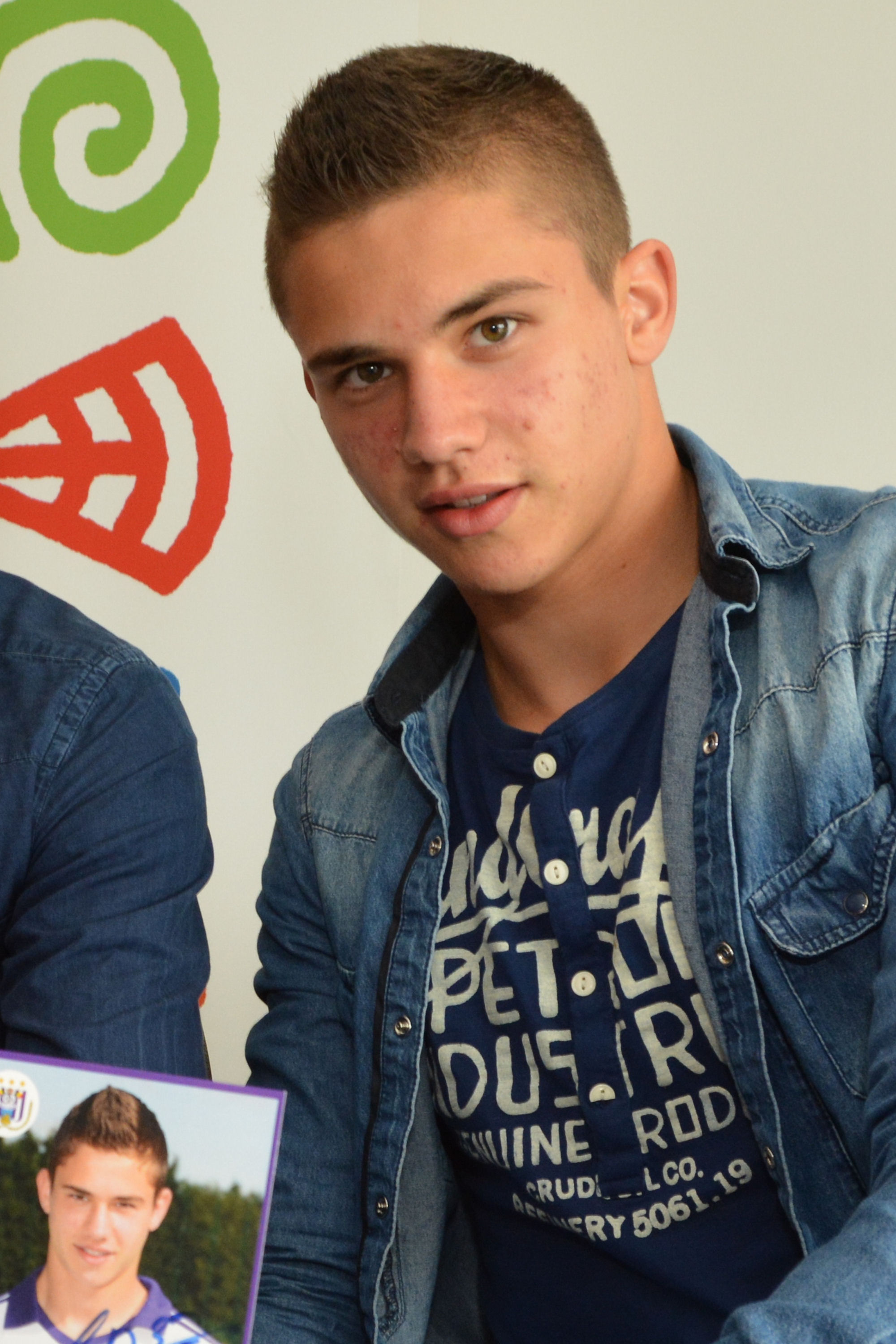
Leander Dendoncker
geboren in 1995

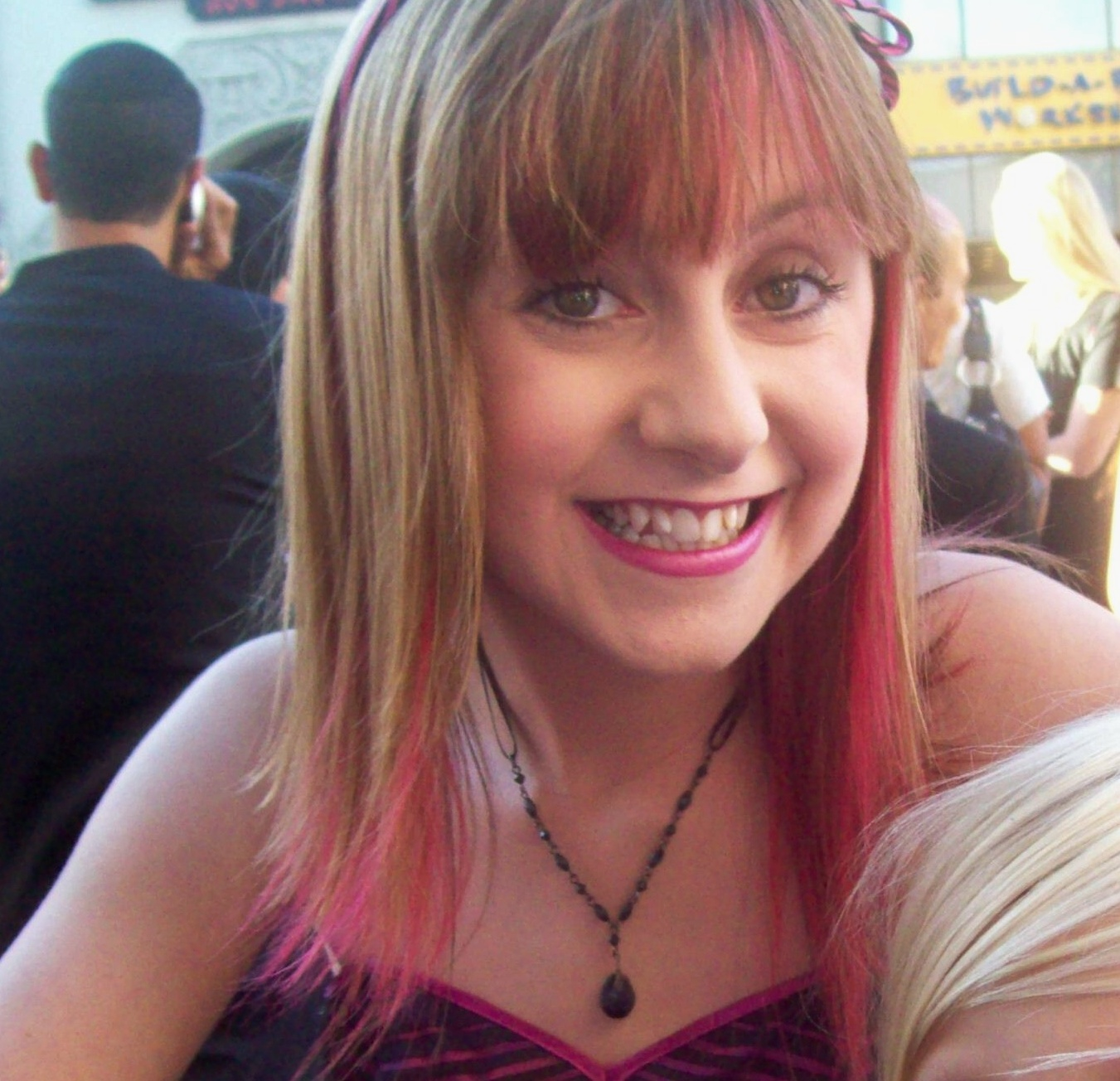
Allisyn Ashley Arm
geboren in 1996

- 1214 - Lodewijk IX, koning van Frankrijk (overleden 1270)
- 1228 - Koenraad IV, koning van Duitsland (overleden 1254)
- 1284 - Eduard II, koning van Engeland (overleden 1327)
- 1562 - Frederik Willem I van Saksen-Weimar, Hertog van Saksen-Weimar (overleden 1602)
- 1599 - Oliver Cromwell, Engels militair en staatsman (overleden 1658)
- 1608 - Gaston van Orléans, prins van Frankrijk (overleden 1660)
- 1614 - Hiëronymus van Beverningh, Nederlands politicus (overleden 1690)
- 1625 - Johan Frederik van Brunswijk-Lüneburg, Hertog van Brunswijk (overleden 1679)
- 1628 - William Temple, Engels diplomaat en essayist (overleden 1699)
- 1653 - Benedetto Pamphilj, Romeins edelman, kardinaal, mecenas en librettist (overleden 1730)
- 1666 - Johann Heinrich Buttstett, Duits barokcomponist en -organist (overleden 1727)
- 1668 - Christoffel van Swol, gouverneur-generaal van de Vereenigde Oostindische Compagnie (overleden 1718)
- 1670 - Lambert Joost van Hambroick, Nederlands generaal (overleden 1748)
- 1686 - Jan Jiří Benda, Boheems componist en organist (overleden 1757)
- 1710 - Jan Maximiliaan van Tuyll van Serooskerken, Nederlands edelman en militair (overleden 1762)
- 1714 - Emer de Vattel, Zwitsers jurist en diplomaat (overleden 1767)
- 1725 - Philipp Ludwig Statius Müller, Duits theoloog en zoöloog (overleden 1776)
- 1750 - Robert Peel senior, Brits politicus en ondernemer (overleden 1830)
- 1767 - Balthazar Bourgeois, Belgisch magistraat en volksvertegenwoordiger (overleden 1850)
- 1767 - Nicolas Charles Oudinot, Frans generaal (overleden 1847)
- 1769 - Charles Borremans, Zuid-Nederlands componist en violist (overleden 1827)
- 1769 - Marc Isambard Brunel, Frans-Brits ingenieur (overleden 1849)
- 1775 - Salomon Dedel, Nederlands diplomaat (overleden 1846)
- 1775 - Charlotte Joachime van Spanje, koningin van Portugal (overleden 1830)
- 1775 - Gerardus Vrolik, Nederlands botanicus en medicus (overleden 1859)
- 1776 - Prinses Mary, dochter van koning George III van het Verenigd Koninkrijk (overleden 1857)
- 1777 - Natale Schiavoni, Italiaans kunstschilder en graficus (overleden 1858)
- 1781 - Ferdinand Karel Jozef van Oostenrijk-Este, Oostenrijks veldmaarschalk en aartshertog (overleden 1850)
- 1782 - Franciscus Josephus Guijken, Nederlands sergeant der infanterie en ridder in de Militaire Willems-Orde (overleden 1856)
- 1796 - Charles Antoine de Bieberstein Rogalla Zawadsky, Nederlands politicus (overleden 1880)
- 1800 - Johannes Potter van Loon, Nederlands advocaat en procureur en burgemeester (overleden 1865)
- 1800 - Bernard van Merlen, Nederlands generaal-majoor en publicist (overleden 1890)
- 1802 - Victor Scheppers, Belgisch priester (overleden 1877)
- 1803 - Louis Libert Guillaume Marie de Villers de Pité, Nederlands grootgrondbezitter en politicus (overleden 1889)
- 1805 - Marcos Antônio de Araújo, Braziliaans aristocraat (overleden 1884)
- 1806 - Willem van Brunswijk, hertog van Brunswijk (overleden 1884)
- 1813 - Romaan Eugeen Van Maldeghem, Belgisch kunstschilder (overleden 1867)
- 1815 - Giovanni Caselli, Italiaans natuurkundige en uitvinder (overleden 1891)
- 1817 - Édouard-Léon Scott de Martinville, Frans uitvinder (overleden 1879)
- 1821 - Jean-Baptiste Bethune, Belgisch architect (overleden 1894)
- 1822 - Louis Willems, Belgisch wetenschapper (overleden 1907)
- 1824 - Gustave Boulanger, Frans kunstschilder (overleden 1888)
- 1825 - Theodoor Janssens, Belgisch parlementslid (overleden 1889)
- 1830 - Julius De Geyter, Belgisch journalist en schrijver (overleden 1905)
- 1831 - Edmond Reusens, Belgisch archeoloog, historicus en kanunnik (overleden 1903)
- 1843 - Alice van Saksen-Coburg en Gotha, lid van de Britse koninklijke familie (overleden 1878)
- 1844 - Francisco Gregorio Billini, president van de Dominicaanse Republiek (overleden 1898)
- 1849 - Felix Klein, Duits wiskundige (overleden 1925)
- 1849 - Meester Philippe, Frans spiritueel genezer en geestelijk leraar (overleden 1905)
- 1852 - Leopoldo Alas, Spaans schrijver en journalist (overleden 1901)
- 1852 - Jean Marie Missud, Frans-Amerikaans componist, dirigent en klarinettist (overleden 1941)
- 1854 - Wilhelm von Hohenau, Duits edelman (overleden 1930)
- 1854 - Charles Tainter, Amerikaans ingenieur en uitvinder (overleden 1940)
- 1857 - Alexander I van Bulgarije, vorst van Bulgarije (overleden 1893)
- 1857 - Giuseppe Gamba, Italiaans kardinaal-aartsbisschop van Turijn (overleden 1929)
- 1857 - Charles Terront, Frans wielrenner (overleden 1932)
- 1858 - Raffaele Scapinelli di Leguigno, Italiaans geestelijke (overleden 1933)
- 1860 - Adriaan Pit, Nederlands kunsthistoricus, museumdirecteur en auteur (overleden 1944)
- 1863 - Edward Grey, Brits politicus (overleden 1933)
- 1863 - Belisario Domínguez, Mexicaans dokter en politicus (overleden 1913)
- 1868 - Ernst Linder, Zweeds ruiter en militair (overleden 1943)
- 1869 - Henri-Désiré Landru, Frans seriemoordenaar (overleden 1922)
- 1873 - Marten Rudelsheim, Nederlands/Belgisch flamingant (overleden 1920)
- 1874 - Guglielmo Marconi, Italiaans natuurkundige (overleden 1937)
- 1881 - Bon Ingen-Housz, Nederlands beeldhouwer (overleden 1953)
- 1882 - Frans Vlielander Hein, Nederlands advocaat en publicist (overleden 1919)
- 1883 - Semjon Boedjonny, Sovjet-Russisch bevelhebber (overleden 1973)
- 1884 - Jean-Baptiste Dortignacq, Frans wielrenner (overleden 1928)
- 1885 - Peter Marius Andersen, Deens voetballer (overleden 1972)
- 1885 - Jan Nepomucen Chrzan, Pools geestelijke (overleden 1942)
- 1886 - Marie Brémont, Frans supereeuwelinge (overleden 2001)
- 1887 - Jan Mathias Goossens, Nederlands politicus (overleden 1970)
- 1888 - Juan Arellano, Filipijns architect (overleden 1960)
- 1888 - Henri Serruys, Belgisch ingenieur en politicus (overleden 1952)
- 1889 - Paul Deman, Belgisch wielrenner (overleden 1961)
- 1889 - Ludolph Hendrik van Oyen, Nederlands luitenant-generaal (overleden 1953)
- 1890 - George van den Bergh, Nederlands politicus (overleden 1966)
- 1891 - Constant van Wessem, Nederlands (roman)schrijver, vertaler en essayist (overleden 1954)
- 1892 - Jacob Maarsingh, Nederlands politicus (overleden 1958)
- 1893 - Ernst Torgler, Duits politicus (overleden 1963)
- 1894 - Charles Bisschops, Belgisch kunstschilder, graficus en tekenaar (overleden 1975)
- 1895 - Marcos Alicante, Filipijns bodemkundige (overleden 1968)
- 1895 - George Hill, Amerikaans filmregisseur en cameraman (overleden 1934)
- 1895 - Stanley Rous, Engels voetballer, scheidsrechter en sportbestuurder (overleden 1986)
- 1897 - Mary Windsor, lid van de Britse koninklijke familie (overleden 1965)
- 1900 - Stanko Cajnkar, Sloveens schrijver en theoloog (overleden 1977)
- 1900 - Gladwyn Jebb, Brits politicus (overleden 1996)
- 1900 - Wolfgang Pauli, Oostenrijks-Amerikaans natuurkundige (overleden 1958)
- 1903 - Andrej Kolmogorov, Russisch wiskundige (overleden 1987)
- 1903 - Michele Pellegrino, Italiaans kardinaal-aartsbisschop van Turijn (overleden 1986)
- 1904 - Huey Long, Amerikaans zanger en muzikant (overleden 2009)
- 1905 - Emile Ensberg, Surinaams politicus (overleden 1984)
- 1906 - William Brennan, Amerikaans rechter (overleden 1997)
- 1908 - Henk Gortzak, Nederlands politicus (overleden 1989)
- 1910 - Théophile Jeusset, Bretons nationalist, schrijver en fascist (overleden 1968)
- 1911 - Wiert Berghuis, Nederlands politicus (overleden 1989)
- 1911 - Conrado Marrero, Cubaans honkballer (overleden 2014)
- 1912 - Richard Asher, Engels internist en schrijver (overleden 1969)
- 1912 - Friedrich-Karl von Plehwe, Duits militair, jurist en diplomaat (overleden 1998)
- 1912 - Kees Witholt, Nederlands vliegenier (overleden 1987)
- 1914 - Marcos Pérez Jiménez, dictator van Venezuela (overleden 2001)
- 1914 - Claude Mauriac, Frans schrijver en journalist (overleden 1996)
- 1914 - Liesbeth Messer-Heijbroek, Nederlands beeldhouwster en medailleur (overleden 2007)
- 1914 - Jacques Polak, Nederlands econoom (overleden 2010)
- 1915 - Aksel Quintus Bosz, Surinaams jurist, politicus en hoogleraar (overleden 1993)
- 1915 - Sal Franzella, Amerikaans jazz-saxofonist en klarinettist (overleden 1968)
- 1917 - Huib Drion, Nederlands rechtsgeleerde en essayist (overleden 2004)
- 1917 - Ella Fitzgerald, Amerikaans jazzzangeres (overleden 1996)
- 1917 - Jean Lucas, Frans autocoureur (overleden 2003)
- 1919 - Finn Helgesen, Noors schaatser (overleden 2011)
- 1921 - Karel Appel, Nederlands kunstschilder en beeldhouwer (overleden 2006)
- 1921 - Miep Koffrie, Nederlands verzetsstrijdster (overleden 2022)
- 1922 - Georges Marie Martin Cottier, Zwitsers geestelijke (overleden 2016)
- 1922 - Krishnananda, Indiaas goeroe (overleden 2001)
- 1922 - Cobi Schreijer, Nederlands zangeres (overleden 2005)
- 1922 - Johannis Evert van der Slikke, Nederlands Engelandvaarder (overleden 1999)
- 1923 - Anita Björk, Zweeds actrice (overleden 2012)
- 1923 - Francis Graham-Smith, Brits astronoom (overleden 2025)
- 1923 - Albert King, Amerikaans bluesgitarist en zanger (overleden 1992)
- 1923 - Edmond Malinvaud, Frans econoom (overleden 2015)
- 1924 - Joseph Eric D’Arcy, Australisch bisschop (overleden 2005)
- 1924 - Erzsébet Szőnyi, Hongaars componiste en muziekpedagoog (overleden 2019)
- 1925 - Janine Lambotte, Belgisch televisiepresentatrice (overleden 2012)
- 1925 - Sergio Sighinolfi, Italiaans autocoureur (overleden 1956)
- 1927 - Robert Austin Boudreau, Amerikaans dirigent, muziekpedagoog en hoornist (overleden 2024)
- 1927 - Dickie Dale, Brits motorcoureur (overleden 1961)
- 1927 - Albert Uderzo, Frans striptekenaar (overleden 2020)
- 1928 - Rick Henderson, Amerikaans saxofonist en arrangeur (overleden 2004)
- 1928 - Martin Stolk, Nederlands beeldend kunstenaar (overleden 2014)
- 1928 - Cy Twombly, Amerikaans schilder, beeldhouwer en fotograaf (overleden 2011)
- 1929 - Félicien Bosmans, Belgisch politicus (overleden 2008)
- 1929 - Georg van Hohenberg, Oostenrijks hertog (overleden 2019)
- 1929 - Hans-Joachim Rotzsch, Duits tenor, koordirigent en HBO-leraar (overleden 2013)
- 1929 - Jan Pieter Guépin, Nederlands dichter en essayist (overleden 2006)
- 1929 - Yvette Williams, Nieuw-Zeelands atlete (overleden 2019)
- 1930 - Paul Mazursky, Amerikaans filmregisseur, filmproducent, scenarioschrijver en acteur (overleden 2014)
- 1930 - Gustavo Mohme Llona, Peruviaans ondernemer en politicus (overleden 2000)
- 1931 - Fernand De Clerck, Belgisch voetbalbestuurder en ondernemer (overleden 2014)
- 1932 - Hans Dercksen, Nederlands pianist (overleden 2024)
- 1932 - Nikolaj Kardasjov, Russisch astrofysicus (overleden 2019)
- 1932 - Lia Manoliu, Roemeens atlete (overleden 1998)
- 1933 - Mark Grammens, Belgisch journalist (overleden 2017)
- 1933 - Jerry Leiber, Amerikaans songwriter (overleden 2011)
- 1933 - Robert Payer, Duits componist, dirigent en trombonist
- 1935 - Aniano Desierto, Filipijns jurist
- 1935 - Reinier Kreijermaat, Nederlands voetballer (overleden 2018)
- 1935 - Lola Novaković, Servisch zangeres (overleden 2016)
- 1936 - Henck Arron, Surinaams politicus (overleden 2000)
- 1936 - Herminio Disini, Filipijns zakenman
- 1936 - Leonel Sanchez, Chileens voetballer (overleden 2022)
- 1938 - Ton Schulten, Nederlands schilder
- 1938 - Peter Zondervan, Nederlands beeldend kunstenaar
- 1939 - Patrick Anson, 5e graaf van Lichfield, Brits fotograaf en een achterneef van de Britse koningin Elizabeth II (overleden 2005)
- 1939 - Tarcisio Burgnich, Italiaans voetballer (overleden 2021)
- 1939 - Robert Skidelsky, Brits economisch historicus
- 1940 - Joop Burgers, Nederlands voetballer
- 1940 - Al Pacino, Amerikaans acteur
- 1940 - Guillermo Thorndike, Peruviaans schrijver en journalist (overleden 2009)
- 1940 - Philippe Taquet, Frans paleontoloog
- 1941 - Toni Gardiner, Brits ex-vrouw van koning Hoessein van Jordanië
- 1941 - Markus Lüpertz, Duits kunstschilder en beeldhouwer
- 1941 - Walter Mixa, Duits geestelijke
- 1941 - Juan Pons Server, Spaans componist, muziekpedagoog, dirigent en pianist
- 1941 - Bertrand Tavernier, Frans filmregisseur, scenarist, filmproducer en schrijver (overleden 2021)
- 1942 - Jon Kyl, Amerikaans politicus
- 1943 - Angelo Anquilletti, Italiaans voetballer (overleden 2015)
- 1943 - Jean-Jacques Cassiman, Belgisch geneticus en hoogleraar (overleden 2022)
- 1943 - Tony Christie, Brits zanger
- 1943 - Gunnar Valkare, Zweeds componist, muziekpedagoog, muziek antropoloog, etnomusicoloog, musicoloog, dirigent, pianist en organist (overleden 2019)
- 1944 - Julio Montero, Uruguayaans voetballer
- 1944 - Einar Steen-Nøkleberg, Noors pianist
- 1945 - Halvard Kausland, Noors jazz-gitarist (overleden 2017)
- 1945 - Giacinto Santambrogio, Italiaans wielrenner (overleden 2012)
- 1945 - Björn Ulvaeus, Zweeds muzikant
- 1946 - Talia Shire, Amerikaans actrice
- 1946 - Vladimir Zjirinovski, Russisch extreemrechts politicus (overleden 2022)
- 1947 - Johan Cruijff, Nederlands voetballer en voetbaltrainer (overleden 2016)
- 1947 - Jeffrey DeMunn, Amerikaans acteur
- 1947 - Tibor Feldman, Amerikaans acteur
- 1948 - Jean-Pierre Hansen, Belgisch ondernemer
- 1948 - Fons Jacobs, Nederlands politicus
- 1948 - Ronaldo Puno, Filipijns politicus
- 1949 - Herminio Aquino, Filipijns zakenman en politicus (overleden 2021)
- 1949 - Wim Cornelis, Nederlands politicus
- 1949 - Bob De Moor, Belgisch acteur en regisseur
- 1949 - Dominique Strauss-Kahn, Frans politicus
- 1949 - George Thé, Nederlands muzikant (George Baker Selection)
- 1951 - Domingo González, Colombiaans voetballer (overleden 1979)
- 1951 - Willy Mostaert, Belgisch politicus
- 1952 - Ketil Bjørnstad, Noors musicus
- 1952 - Jacques Santini, Frans voetballer en voetbaltrainer
- 1952 - Peer Veneman, Nederlands beeldend kunstenaar
- 1953 - Piotr Dejmek, Pools acteur (overleden 2010)
- 1953 - René Roep, Nederlands politicus
- 1954 - Melvin Burgess, Brits kinderboekenschrijver
- 1954 - Alexander van Heteren, Nederlands acteur
- 1954 - Albert Kliest, Nederlands beeldhouwer en installatiekunstenaar
- 1954 - Gerhard Schönbacher, Oostenrijks wielrenner
- 1955 - Chris Bus, Belgisch actrice
- 1955 - Eric Drexler, Amerikaans wetenschapper
- 1955 - Américo Gallego, Argentijns voetballer en trainer
- 1955 - Jan Gommers, Nederlands wielrenner
- 1955 - John Nunn, Brits schaker
- 1955 - Yves Swolfs, Belgisch striptekenaar
- 1955 - Regi Van Acker, Belgisch voetballer en voetbaltrainer
- 1957 - Harri Ahmas, Fins componist
- 1957 - Cor Euser, Nederlands autocoureur
- 1957 - Muriel Gerkens, Belgisch volksvertegenwoordigster
- 1957 - Harry Melis, Nederlands voetballer
- 1957 - Theo de Rooij, Nederlands wielrenner en ploegleider
- 1958 - Fish, Brits zanger
- 1958 - Harm-Ydo Hilberdink, Nederlands regisseur
- 1958 - Jan Nederburgh, Nederlands voetbaldoelman
- 1958 - Luis Guillermo Solís, Costa Ricaans politicus
- 1958 - Sergej Tarakanov, (Sovjet-)Russisch basketballer
- 1959 - Erik Menkveld, Nederlands dichter, schrijver en criticus (overleden 2014)
- 1959 - Joan de Zwart-Bloch, Nederlands burgemeester
- 1960 - Tomas Jonsson, Zweeds ijshockeyer
- 1961 - Carl Allen, Amerikaans jazz-drummer
- 1961 - Agneta Andersson, Zweeds kanovaarster (overleden 2023)
- 1961 - Frank De Winne, Belgisch ruimtevaarder
- 1961 - Truls Mørk, Noors cellist
- 1961 - Cyril Nri, Brits acteur, auteur en regisseur
- 1961 - Albert Verlinde, Nederlands presentator
- 1962 - Miraldo Câmara de Souza (Ado), Braziliaans voetballer
- 1962 - Foeke Booy, Nederlands voetballer en voetbaltrainer
- 1962 - Jurriaan van Hall, Nederlands kunstschilder en beeldhouwer
- 1962 - Marjan van Kampen-Nouwen, Nederlands politicus
- 1963 - Marcos Ferrufino, Boliviaans voetballer en voetbaltrainer (overleden 2021)
- 1963 - Marnix Mabbe, Belgisch atleet
- 1963 - David Moyes, Schots voetballer en voetbaltrainer
- 1964 - Hank Azaria, Amerikaans acteur
- 1964 - Andy Bell, Brits zanger
- 1964 - Toon Stelling, Nederlands karateka
- 1965 - Alistair Dick, Schots voetballer
- 1965 - John Henson, Amerikaans poppenspeler (overleden 2014)
- 1965 - Frank Wilrycx, Belgisch politicus
- 1966 - Ronny Balcaen, Belgisch politicus
- 1966 - Femke Halsema, Nederlands politica en columniste
- 1966 - Maurice van Ham, Nederlands voetballer
- 1966 - Jolanda Linschooten, Nederlands beroepsavonturier, ultraloopster, schrijfster en fotograaf
- 1966 - Jeroen Overbeek, Nederlands journalist
- 1966 - Marciano Saldías, Boliviaans voetballer
- 1966 - Rubén Sosa, Uruguayaans voetballer
- 1966 - Éliane Tillieux, Belgisch politica
- 1967 - Angel Martino, Amerikaans zwemster
- 1968 - Randall Lesaffer, Belgisch historicus en rechtsgeleerde
- 1968 - Björn Soenens, Belgisch journalist
- 1968 - Thomas Strunz, Duits voetballer
- 1968 - Orlando Voorn, Nederlands technoproducer
- 1969 - Kai Hundertmarck, Duits wielrenner
- 1969 - Martin Koolhoven, Nederlands cineast
- 1969 - Jon Olsen, Amerikaans zwemmer
- 1969 - Gina Torres, Amerikaans actrice
- 1969 - Mark Vos, Belgisch politicus
- 1969 - Renée Zellweger, Amerikaans actrice
- 1970 - Kate Allen, Oostenrijks triatlete
- 1970 - Leonard Geluk, Nederlands politicus
- 1970 - Jason Lee, Amerikaans acteur
- 1970 - Saulius Šarkauskas, Litouws wielrenner
- 1970 - Jason Wiles, Amerikaans acteur
- 1971 - Tim Immers, Nederlands acteur, presentator en zanger
- 1971 - Steve Tielens, Belgisch ambiance- en charmezanger
- 1972 - Tijn Docter, Nederlands acteur
- 1972 - Sofia Helin, Zweeds actrice
- 1972 - Amilcare Tronca, Italiaans wielrenner (overleden 1999)
- 1973 - Victoria Farkas, Nederlands kinderboekenschrijfster, thriller-auteur en journaliste
- 1973 - Fredrik Larzon, Zweeds drummer
- 1973 - Barbara Rittner, Duits tennisster
- 1973 - John Wijdenbosch, Nederlands acteur (overleden 2017)
- 1974 - Louis Alphonse de Bourbon, Hertog van Anjou
- 1974 - Takayuki Komine, Japans voetballer
- 1974 - Roger Machado Marques, Braziliaans voetballer
- 1975 - Emily Bergl, Engels-Amerikaans actrice
- 1975 - Ruben L. Oppenheimer, Nederlands cartoonist
- 1975 - Angelique Hoorn, Nederlands amazone
- 1976 - Tim Duncan, Amerikaans basketballer
- 1976 - Anastasia Goldberg, Russisch concertpianiste
- 1976 - Gilberto da Silva Melo, Braziliaans voetballer
- 1976 - Kim Jong-kook, Zuid-Koreaans zanger en acteur
- 1976 - Rainer Schüttler, Duits tennisser
- 1976 - Kees Verhoeven, Nederlands politicus
- 1976 - Túlio Lustosa Seixas Pinheiro, Braziliaans voetballer
- 1977 - Jonathan Angel, Amerikaans acteur
- 1977 - Constantinos Christoforou, Cypriotisch zanger
- 1977 - Jeff Coetzee, Zuid-Afrikaans tennisspeler
- 1977 - Daisuke Sudo, Japans voetballer
- 1977 - Ge Weiqing, Chinees waterpolospeler
- 1978 - Laurent Cazenave, Frans autocoureur
- 1978 - Bart Deelkens, Belgisch voetballer
- 1978 - Malalai Joya, Afghaans politica en mensenrechtenactiviste
- 1978 - Duncan Kibet, Keniaans atleet
- 1978 - Yasushi Kita, Japans voetballer
- 1978 - Rody Turpijn, Nederlands voetballer
- 1979 - Sergio IJssel, Surinaams-Nederlands acteur
- 1979 - Andreas Küttel, Zwitsers schansspringer
- 1979 - Aleksandar Radosavljevič, Sloveens voetballer
- 1979 - Sam Vloemans, Belgisch muzikant
- 1980 - Phillip Burrows, Nieuw-Zeelands hockeyer
- 1980 - Daniel MacPherson, Australisch acteur, presentator en triatleet
- 1980 - Ángel David Rodríguez, Spaans atleet
- 1980 - Hoàng Thanh Trang, Vietnamees schaakster
- 1980 - Alejandro Valverde, Spaans wielrenner
- 1980 - Maarten Vorwerk, Nederlands danceproducer
- 1981 - Rebecca Codd, Iers golfster
- 1981 - Jovana Janković, Servisch televisiepresentatrice
- 1981 - Felipe Massa, Braziliaans autocoureur
- 1981 - Mark O'Sullivan, Iers golfer
- 1981 - Anja Pärson, Zweeds alpineskiër
- 1981 - Nick Watney, Amerikaans golfer
- 1982 - Grégory Bourdy, Frans golfer
- 1982 - Maria Oespenskaja, Russisch klavecimbel- en pianoforte-speler
- 1983 - Gert Bolmer, Nederlands dressuurruiter
- 1983 - Maxime Brillault, Frans voetballer
- 1983 - Pim Brusche, Nederlands langebaanschaatser
- 1983 - Oleg Goesjev, Oekraïens voetballer
- 1983 - Nick Willis, Nieuw-Zeelands atleet
- 1983 - Yeo Hyo-jin, Zuid-Koreaans voetballer
- 1984 - Thomas Cammaert, Belgisch acteur
- 1984 - Melonie Diaz, Amerikaans actrice
- 1984 - Simon Fourcade, Frans biatleet
- 1984 - Kalle Keituri, Fins schansspringer
- 1984 - Stijn Vandenbergh, Belgisch wielrenner
- 1985 - Giedo van der Garde, Nederlands autocoureur
- 1985 - Janice, Nederlands couturier
- 1985 - Prince Rajcomar, Nederlands voetballer
- 1986 - Sui Baoku, Chinees shorttracker
- 1986 - Juan Sebastián Cabal, Colombiaans tennisser
- 1986 - Silvina D'Elia, Argentijns hockeyster
- 1986 - Lee Gang-jin, Zuid-Koreaans voetballer
- 1986 - Niek Loohuis, Nederlands voetballer
- 1986 - Raïs M'Bolhi, Algerijns voetballer
- 1986 - Daniel Sharman, Brits acteur
- 1988 - Gaëtan Bong, Kameroens voetballer
- 1988 - Sergio Dutra Junior, Braziliaans voetballer
- 1988 - Melvin de Leeuw, Nederlands voetballer
- 1988 - Laura Lepistö, Fins kunstschaatsster
- 1988 - Sara Paxton, Amerikaans actrice
- 1989 - Floranne van den Broek, Nederlands voetbalster
- 1989 - Jordy van de Corput, Nederlands voetbaldoelman
- 1989 - Marie-Michèle Gagnon, Canadees alpineskiester
- 1989 - Michael van Gerwen, Nederlands darter
- 1989 - Norichio Nieveld, Nederlands voetballer
- 1989 - Gendün Chökyi Nyima, pänchen lama
- 1989 - Aysel Teymurzadə, Azerbeidzjaans zangeres
- 1990 - Aileen de Graaf, Nederlands dartster
- 1990 - Matias Laine, Fins autocoureur
- 1990 - Jan-Lennard Struff, Duits tennisser
- 1990 - Jean-Éric Vergne, Frans autocoureur
- 1991 - Callum McManaman, Engels voetballer
- 1991 - Alex Shibutani, Amerikaans kunstschaatser
- 1992 - Dario Coates, Engels acteur
- 1992 - Bryan Coquard, Frans wielrenner
- 1992 - Théo Defourny, Belgisch voetballer
- 1992 - Guus Hupperts, Nederlands voetballer
- 1993 - Alex Bowman, Amerikaans autocoureur
- 1993 - Josie Green, Welsh voetbalster
- 1993 - Aleksandr Ivanov, Russisch snelwandelaar
- 1993 - Anna Santamans, Frans zwemster
- 1993 - Raphaël Varane, Frans voetballer
- 1994 - Sam Fender, singer songwriter, acteur
- 1994 - Jake Forster-Caskey, Engels voetballer
- 1994 - Jelena Ilinych, Russisch kunstschaatsster
- 1994 - Omar McLeod, Jamaicaans atleet
- 1994 - Brice Samba, Frans-Congolees voetbaldoelman
- 1994 - Rúben Vezo, Portugees voetballer
- 1994 - Lucas Woudenberg, Nederlands voetballer
- 1995 - Jaime Báez, Uruguayaans voetballer
- 1995 - Lewis Baker, Brits voetballer
- 1996 - Allisyn Ashley Arm, Amerikaans actrice
- 1996 - Liam Henderson, Schots voetballer
- 1996 - Mack Horton, Australisch zwemmer
- 1996 - Daniel Martínez, Colombiaans wielrenner
- 1996 - Nils van der Poel, Zweeds langebaanschaatser
- 1997 - Alexander Doom, Belgisch atleet
- 1997 - Ian Ho, Hongkongs zwemmer
- 1997 - Rijk Hofman, Nederlands youtuber en presentator
- 1998 - Marco Tol, Nederlands voetballer
- 1999 - Marcus Kleveland, Noors snowboarder
- 2000 - Dejan Kulusevski, Zweeds voetballer
- 2000 - Rani Rosius, Belgisch atlete
- 2001 - Danique van Ginkel, Nederlands voetbalster
- 2001 - Rozanne Voorvelt, Nederlands waterpolospeelster
- 2002 - My Cato, Zweeds voetbalster
- 2002 - Anna Ostlender, Duits schaatsster
- 2003 - Arnau Martínez, Spaans voetballer
- 2006 - David Alonso, Colombiaans motorcoureur

## Overleden

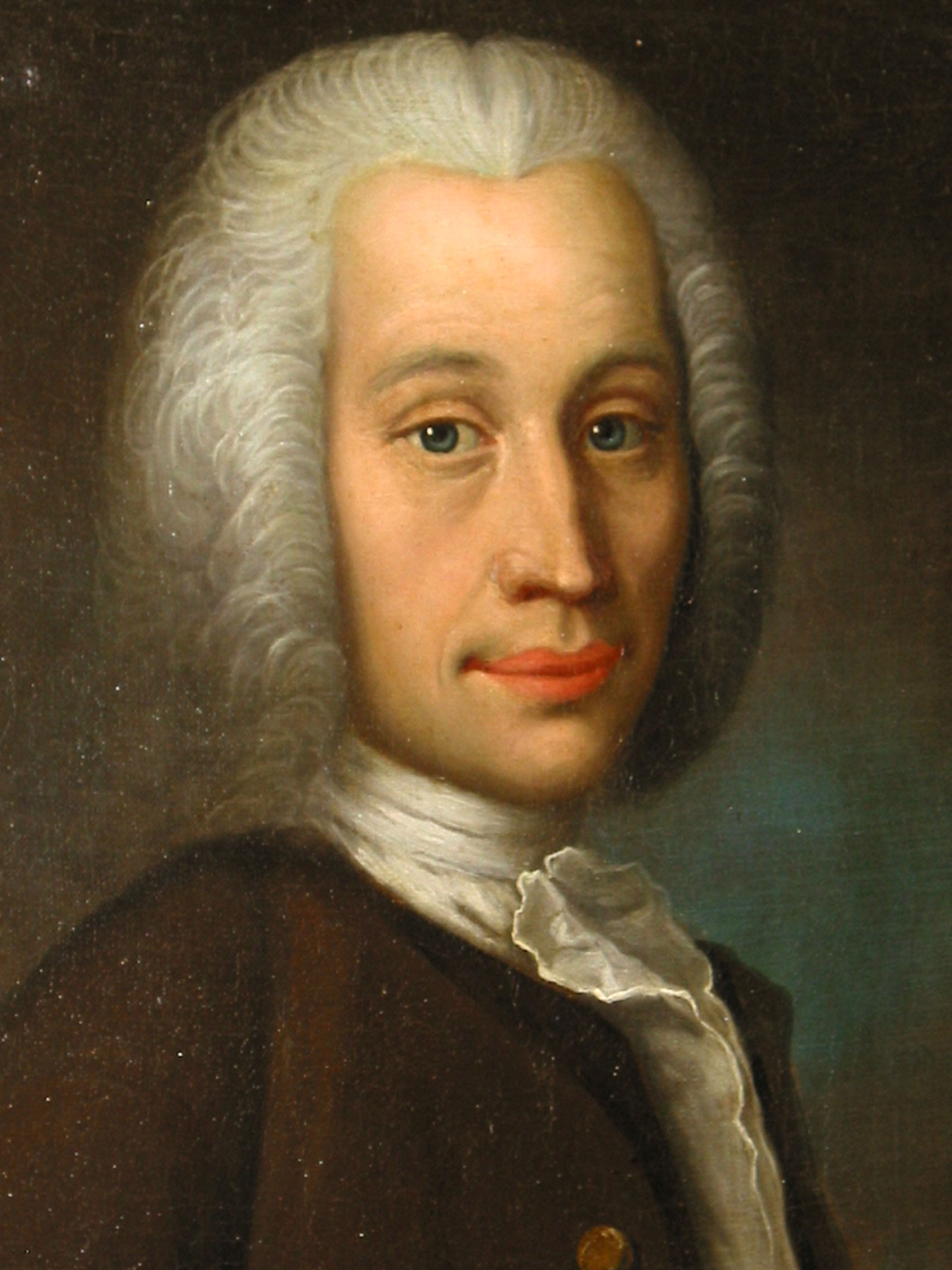
Anders Celsius
overleden in 1744

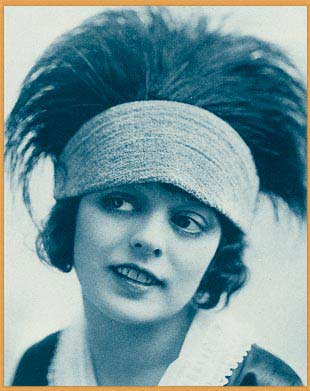
Clarine Seymour
overleden in 1920

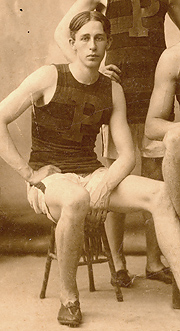
John Tewksbury
overleden in 1968

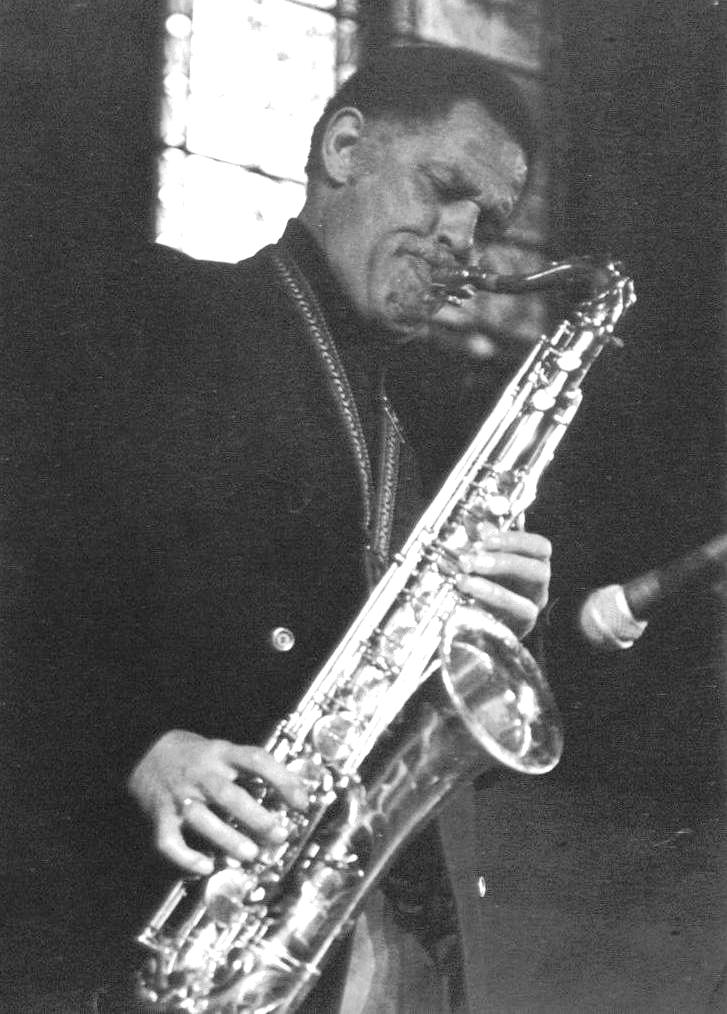
Dexter Gordon
overleden in 1990

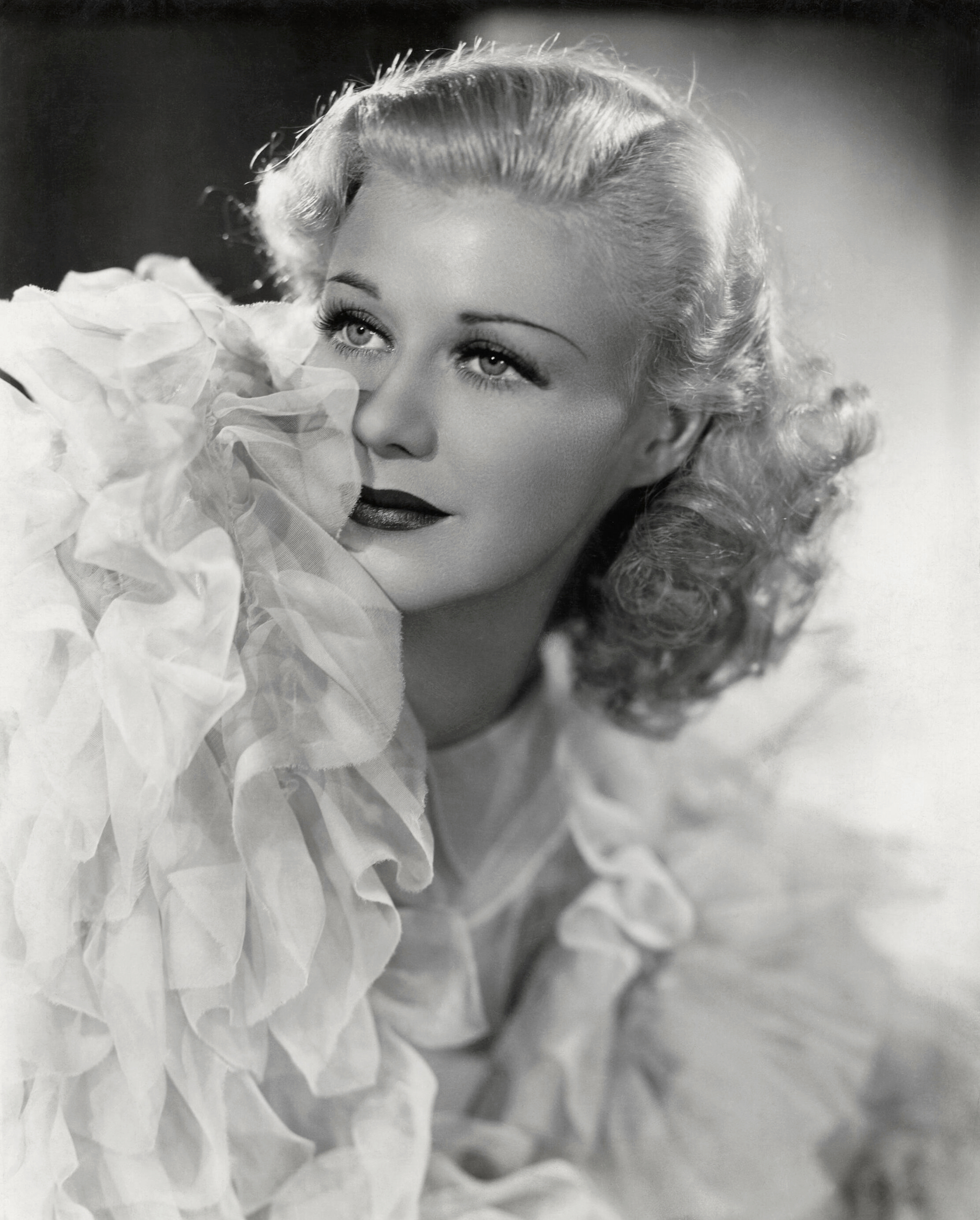
Ginger Rogers
overleden in 1995

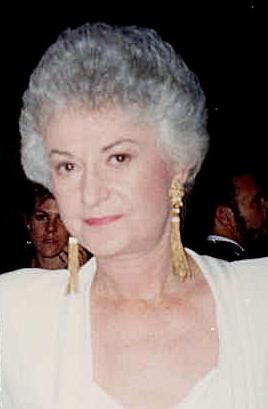
Beatrice Arthur
overleden in 2009

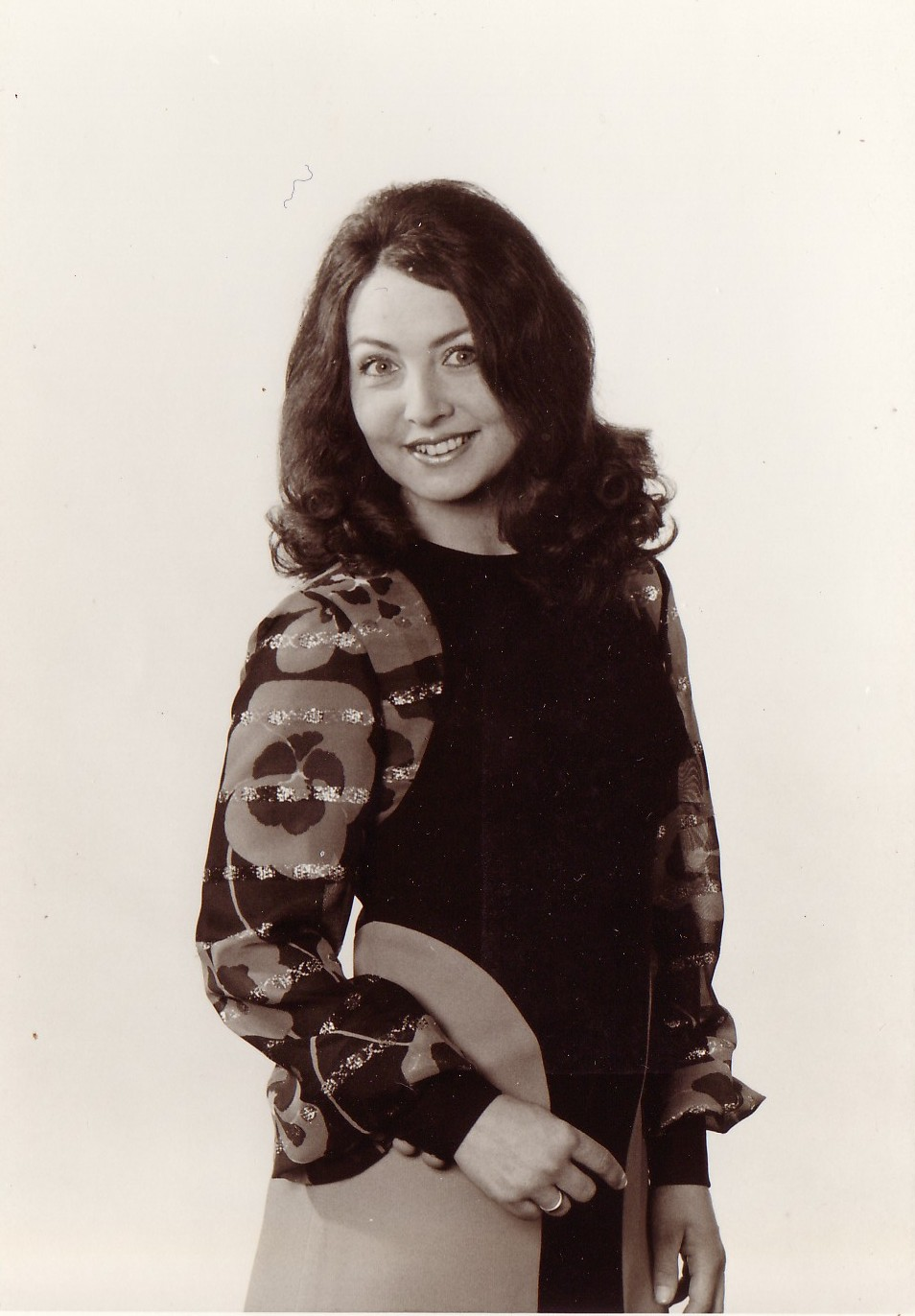
Jeannette van Zutphen
overleden in 2005

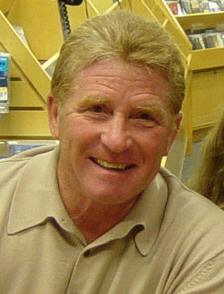
Alan Ball jr.
overleden in 2007

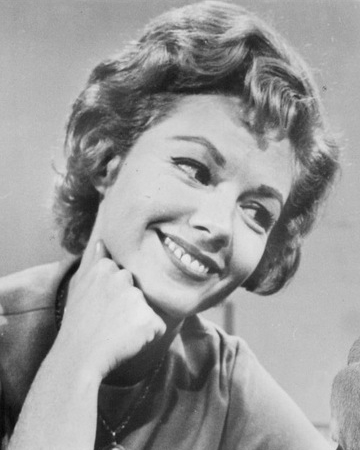
Virginia Gibson
overleden in 2013

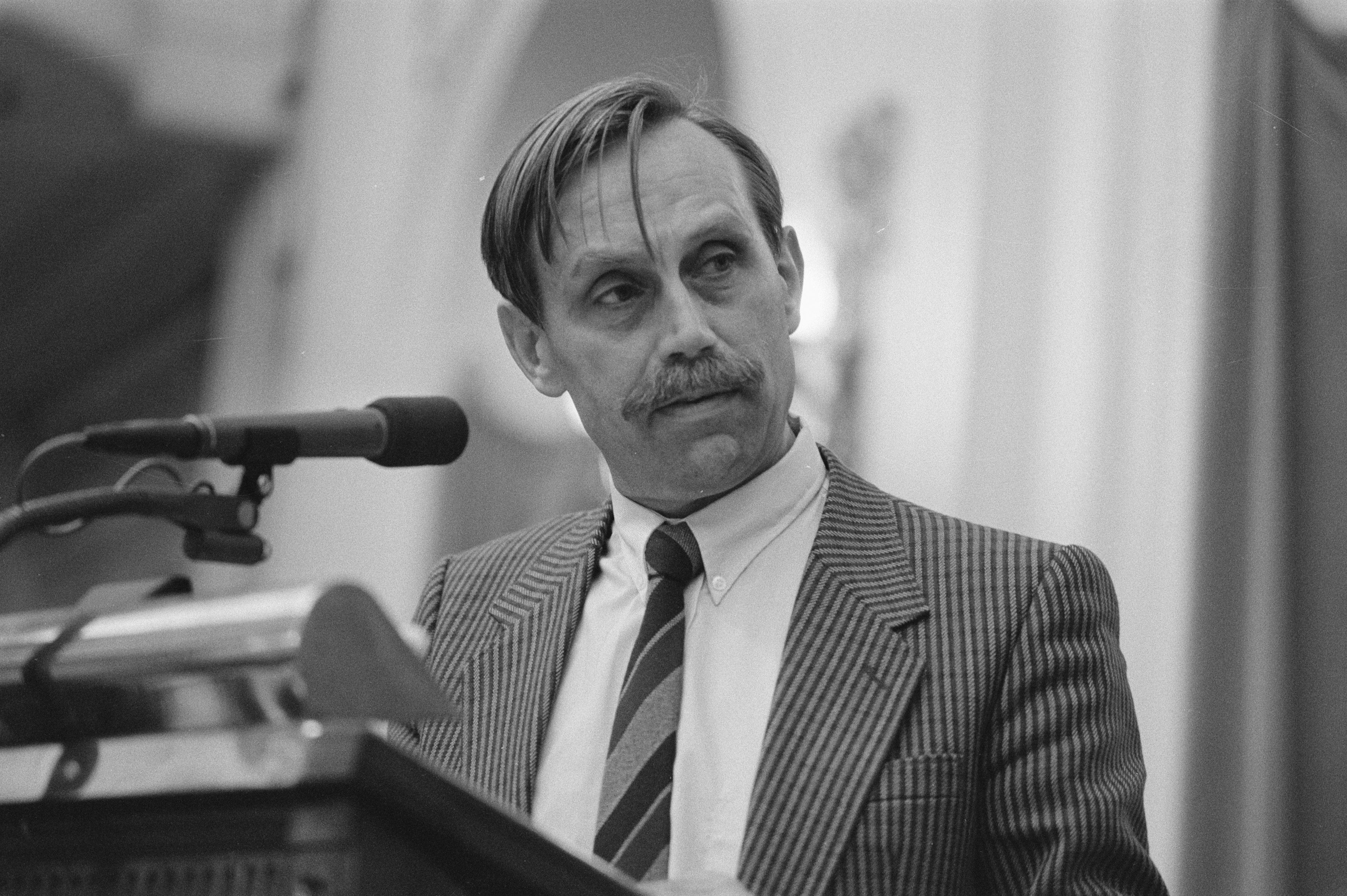
Kees Zijlstra
overleden in 2013

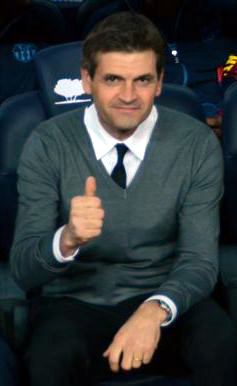
Tito Vilanova
overleden in 2014

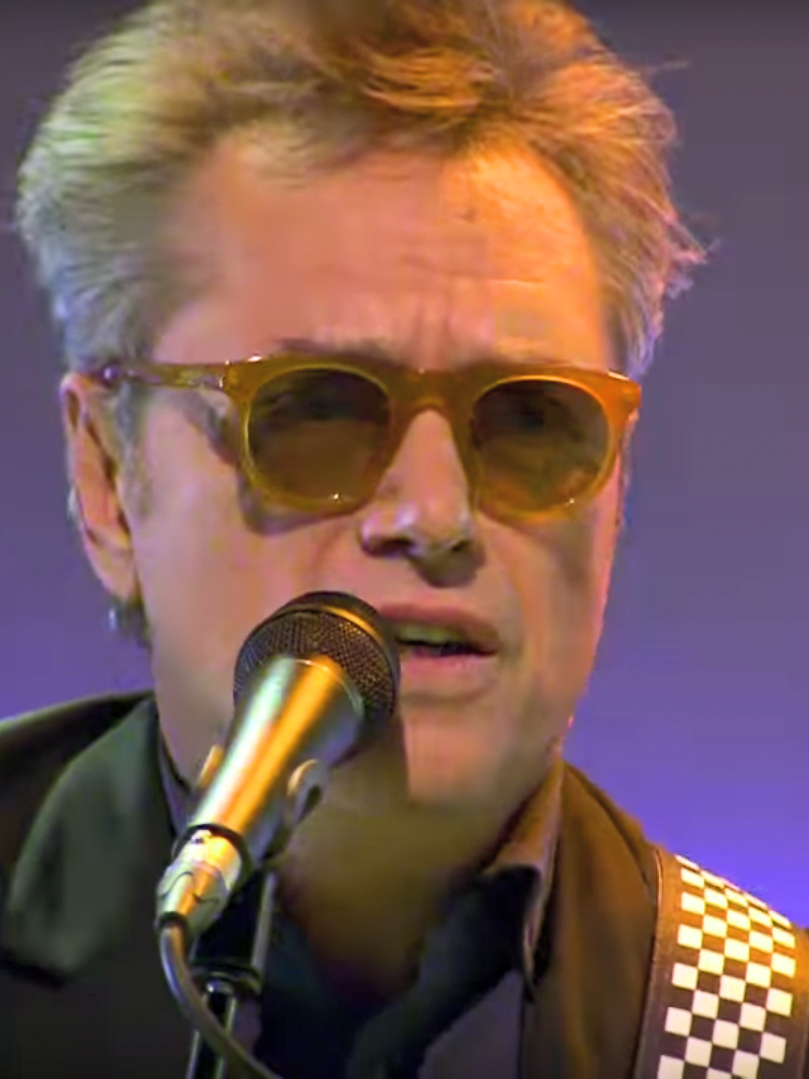
Henny Vrienten
overleden in 2022

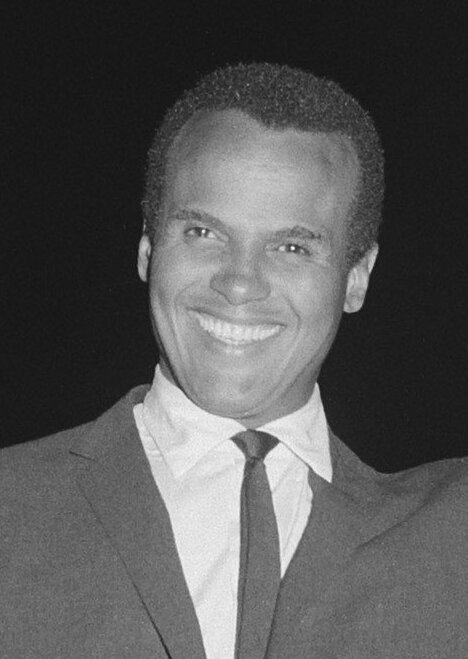
Harry Belafonte
overleden in 2023

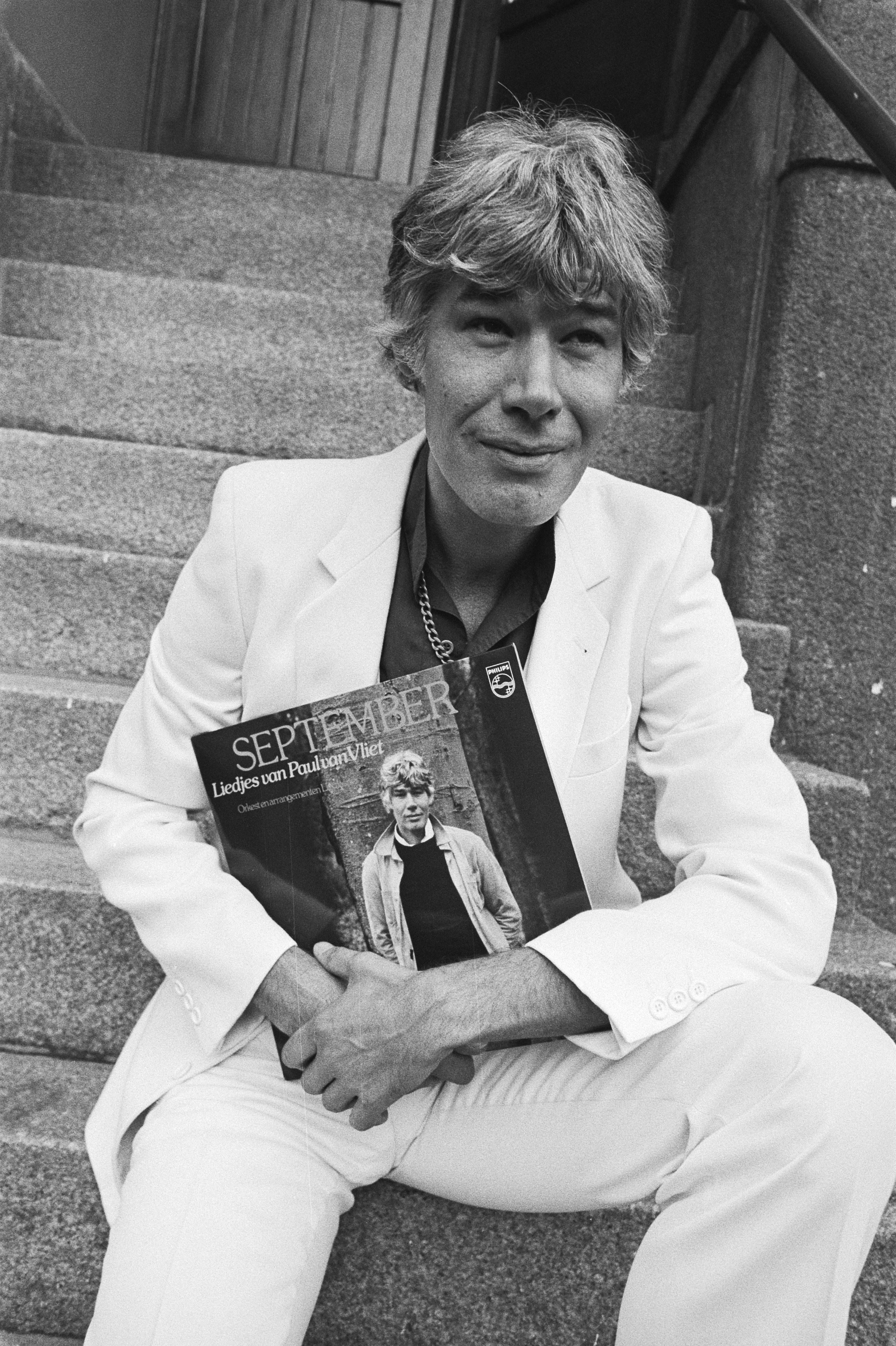
Paul van Vliet
overleden in 2023

- 480 - Julius Nepos (49), keizer van het West-Romeinse Rijk
- 1074 - Herman I van Baden (±34), markgraaf van Baden en Verona
- 1077 - Géza I van Hongarije (±31), koning van Hongarije
- 1217 - Herman I van Thüringen (62), landgraaf van Thüringen
- 1228 - Yolande van Jeruzalem (16), koningin van Jeruzalem
- 1286 - Bernard de Behendige (±30), hertog van Löwenberg
- 1295 - Sancho IV van Castilië (35), koning van Castilië en León
- 1342 - Paus Benedictus XII (±57), paus van 1334-1342
- 1399 - Widzel tom Brok, Fries krijgsheer
- 1496 - David van Bourgondië (69), Zuid-Nederlands bisschop
- 1509 - George II van Anhalt (±55), vorst van Anhalt-Köthen/Desau
- 1516 - Jacob I van Bronckhorst-Batenburg (Anholt) (±56), heer van Batenburg en Anholt
- 1595 - Torquato Tasso (51), Italiaans dichter
- 1605 - Naresuan (±50), koning van Siam
- 1607 - Jacob van Heemskerck (40), Nederlands zeevaarder
- 1644 - Chongzhen (33), keizer van China
- 1647 - Matthias Gallas (58), Italiaans veldheer
- 1667 - Pedro de San José de Betancourt (41), Spaans franciscanen-missionaris
- 1680 - Louise van Anhalt-Dessau (49), Duits prinses
- 1687 - Johannes Caioni (58), Transsylvaans Franciscaans monnik
- 1690 - David Teniers II (79), Zuid-Nederlands barokschilder
- 1691 - Jean-Baptiste Monchaingre (±75), Frans komediespeler
- 1728 - John Woodward (62), Engels natuurvorser, botanicus en geoloog
- 1734 - Johann Konrad Dippel (60), Duits chemicus en theoloog
- 1744 - Anders Celsius (42), Zweeds astronoom
- 1770 - Jean-Antoine Nollet (69), Frans geestelijke en natuurkundige
- 1782 - Anne Bonny (82), Brits/Iers piraat
- 1800 - William Cowper (68), Engels dichter
- 1800 - Abel Seyler (69), Zwitsers/Hamburgs koopman en acteur, theaterdirecteur en toneelregisseur
- 1805 - Anna Lopoechina (27), minnares van de Russische tsaar Paul I
- 1810 - Jacob Broom (57), Amerikaans ondernemer en politicus
- 1814 - Louis-Sébastien Mercier (73), Frans schrijver en politicus
- 1815 - Innico Maria Guevara-Suardo (70), Italiaans Luitenant-Grootmeester van de Orde van Malta
- 1816 - Magnus van Mecklenburg-Schwerin (0), jongste kind van Frederik Lodewijk van Mecklenburg-Schwerin
- 1827 - Maria Charlotte van Saksen-Meiningen (75), oudste dochter van Anton Ulrich van Saksen-Meiningen
- 1828 - Johannes Goldberg (64), Nederlands politicus
- 1837 - Michel-Laurent de Selys Longchamps (78), Belgisch politicus
- 1838 - François Dupont (58), Belgisch senator en burgemeester
- 1840 - Siméon Poisson (58), Frans wiskundige
- 1849 - Louis Gilson (51), Belgisch volksvertegenwoordiger
- 1868 - Joannes van Hooydonk (85), Nederlands geestelijke
- 1875 - Hippolyte Dhont (71), Belgisch burgemeester
- 1875 - Trinley Gyatso (28), twaalfde dalai lama van Tibet
- 1878 - Ulises Francisco Espaillat (55), Dominicaans politicus, farmaceut en schrijver
- 1878 - Anna Sewell (58), Brits schrijfster
- 1882 - Johann Karl Friedrich Zöllner (47), Duits astrofysicus
- 1883 - Frederik Van Der Noot (81), Belgisch edelman en politicus
- 1884 - Alexa Wilding (39), Brits model
- 1888 - Warmolt Alingh (70), Nederlands gedeputeerde
- 1891 - Simon Pieter Hendrik Noordendorp (60), Nederlands burgemeester
- 1891 - Nicolaas Nikolajevitsj van Rusland (59), grootvorst van Rusland
- 1899 - Hermann Wislicenus (73), Duits kunstschilder
- 1900 - Alexandra van Oldenburg (61), grootvorstin van Rusland
- 1901 - Justus Adrianus Henricus Netscher (83), Nederlands tekenaar, schilder, lithograaf en ambtenaar
- 1905 - Siegfried von Basch (67), Tsjechisch-Oostenrijks geneesheer
- 1911 - Emilio Salgari (48), Italiaans schrijver
- 1913 - Henri Kirpach (72), Luxemburgs politicus
- 1914 - Ferdinand Leenhoff (72), Nederlands schilder en beeldhouwer
- 1918 - Nicolaas Cornelis van Heurn (65), Nederlands luitenant-kolonel
- 1920 - Clarine Seymour (21), Amerikaans actrice
- 1921 - Hermann Josef Schneider (59), Boheems componist, dirigent en muziekuitgever
- 1926 - Ellen Key (76), Zweeds schrijver, pedagoog en feminist
- 1928 - Frank Lockhart (25), Amerikaans autocoureur
- 1928 - Pjotr Wrangel (49), Russisch (tsaristisch) officier en commandant
- 1929 - Johannes Hendrik Carpentier Alting (65), Nederlands hoogleraar
- 1930 - Emilio Rabasa (73), Mexicaans jurist, schrijver en politicus
- 1931 - Jonathan Paul (77), Duits predikant
- 1933 - Johannes Krap (75), Nederlands waterstaatkundig ingenieur en politicus
- 1936 - Leendert van der Vlugt (42), Nederlands architect
- 1939 - Archibald Leitch (73), Brits architect
- 1939 - John Foulds (58), Brits componist
- 1940 - Wilhelm Dörpfeld (86), Duits archeoloog
- 1943 - Vladimir Nemirovitsj-Dansjenko (84), Russisch theaterdirecteur, theaterproducent en toneelschrijver
- 1944 - George Herriman (63), Amerikaans stripauteur
- 1945 - Heimen Germans (35), Nederlands militair
- 1945 - Johan Bastiaan van Heutsz (62), Nederlands arts, tropengeneeskundige en nationaalsocialist
- 1945 - Ernst van Kempen (31), Nederlands verzetsstrijder
- 1945 - Abraham Salomon Levisson (42), Nederlands opperrabbijn
- 1945 - Petrus Jacobus Ligtvoet (23), Nederlands militair
- 1946 - Arthur Jenkins (62), Brits politicus
- 1947 - Wilhelm Kritzinger (57), Duits jurist en een van de deelnemers aan de Wannseeconferentie
- 1948 - Gerardo Matos Rodríguez (51), Uruguayaans componist, dirigent, pianist en journalist
- 1948 - Eric von Rosen (68), Zweeds ontdekkingsreiziger, etnograaf en nationaalsocialist
- 1949 - Jankel Adler (53), Pools kunstschilder en graveur
- 1949 - Maarten van Dulm (69), Nederlands militair en schermer
- 1952 - Gertie Millar (73), Engels actrice en zangeres
- 1953 - Achille Daroux (72), Frans politicus
- 1956 - Paul Renner (77), Duits typograaf en graficus
- 1956 - Jean Ybarnégaray (72), Frans politicus
- 1957 - William Charles Aalsmeer (61), Nederlands cardioloog
- 1958 - Jan Rudolph van Musschenbroek (85), Nederlands kunstschilder en tekenaar
- 1960 - Amanoellah Khan (67), koning van Afghanistan
- 1961 - Klaas Breeuwer (59), Nederlands voetballer
- 1961 - Bob Garrett (85), Amerikaans atleet
- 1961 - George Melford (84), Amerikaans acteur, filmregisseur, scenarioschrijver en filmproducent
- 1962 - Fred Frame (67), Amerikaans autocoureur
- 1964 - Albert Mariën (67), Belgisch liberaal politicus
- 1966 - Maurice Roelants (70), Belgisch romanschrijver en dichter
- 1967 - Joseph Groves Boxhall (83), Brits zeevaarder, 4de officier op de Titanic
- 1967 - James Strachey (79), Brits psychoanalyticus
- 1968 - John Tewksbury (92), Amerikaans atleet
- 1969 - Richard Asher (57), Brits internist en schrijver
- 1970 - Anita Louise (55), Amerikaans actrice
- 1971 - Jan Hendrik de Boer (72), Nederlands natuur- en scheikundige
- 1971 - Adelheid Arna van Saksen-Meiningen (79), prinses uit het Huis Wettin
- 1972 - George Sanders (65), Engels acteur
- 1973 - Armand Léon Annet (84), Frans gouverneur
- 1973 - Foead Shehab (71), Libanees generaal en president
- 1973 - Dora Vasconcelos (63), Braziliaans dichteres en consul-generaal
- 1974 - Guus Lutjens (89), Nederlands voetballer
- 1975 - Mike Brant (28), Israëlisch zanger
- 1975 - Giacomo Prampolini (76), Italiaans vertaler en literatuurhistoricus
- 1975 - Ulrich Wessel (29), Duits terrorist
- 1976 - Carol Reed (69), Brits filmregisseur
- 1977 - Opika von Méray Horváth (87), Hongaars kunstrijder
- 1979 - August De Block (86), Belgisch senator en dagbladdirecteur
- 1979 - Robert van 't Hoff (91), Nederlands architect en architectuurtheoreticus
- 1982 - John Patrick Cody (74), Amerikaans geestelijke
- 1985 - Henk van der Meer (69), Nederlands roeier
- 1986 - Fred Hunt (62), Brits pianist
- 1988 - Boris Kremenliev (76), Bulgaars-Amerikaans componist, muziekpedagoog, dirigent en muzieketnoloog
- 1988 - Clifford D. Simak (83), Amerikaans sciencefictionschrijver
- 1988 - Valerie Solanas (52), Amerikaans radicaalfeministisch schrijfster
- 1989 - George Coulouris (85), Brits acteur
- 1990 - Dexter Gordon (67), Amerikaans jazzsaxofonist
- 1991 - Lamberto Avellana (76), Filipijns film- en toneelregisseur
- 1991 - Theo Laseroms (51), Nederlands voetballer
- 1992 - Dany Tuijnman (77), Nederlands politicus
- 1993 - Henri René (86), Amerikaans producer, orkestleider en arrangeur
- 1994 - David Langton (82), Brits acteur
- 1995 - Ginger Rogers (83), Amerikaans actrice en danseres
- 1996 - Saul Bass (75), Amerikaans grafisch ontwerper
- 1996 - Hans Stam (77), Nederlands waterpolospeler
- 1997 - Andreas Rett (73), Oostenrijks kinderarts
- 1998 - Christian Mortensen (115), Deens honderdplusser
- 1999 - Lord Killanin (84), Iers journalist en sportbestuurder
- 1999 - Roger Van Overstraeten (61), Belgisch wetenschapper
- 2000 - Niels Viggo Bentzon (80), Deens componist, pianist en organist
- 2001 - Michele Alboreto (44), Italiaans autocoureur
- 2002 - Lisa Lopes (30), Amerikaans zangeres
- 2002 - Marc Pannek (65), Belgisch kunstschilder en collagist
- 2003 - Lynn Chadwick (88), Engels beeldhouwer
- 2004 - Erik Latour (48), Nederlands televisieproducent
- 2004 - Mary Noothoven van Goor (92), Nederlands schrijfster en beeldend kunstenaar
- 2005 - John Love (80), Zimbabwaans autocoureur
- 2005 - Karl Schmidinger (67), Oostenrijks componist, muziekpedagoog, dirigent en klarinettist
- 2005 - Jeannette van Zutphen (55), Nederlands zangeres
- 2006 - Tony Bell (93), Belgisch zanger, acteur en komiek
- 2006 - Jane Jacobs (89), Amerikaans-Canadees publiciste en stadsactiviste
- 2007 - Alan Ball jr. (61), Engels voetballer
- 2007 - Moises Bicentini (75), Nederlands-Antilliaans voetballer
- 2007 - Barbara Blida (57), Pools politicus
- 2007 - Libera Carlier (81), Belgisch schrijver
- 2009 - Beatrice Arthur (86), Amerikaans actrice
- 2009 - Piet Tallo (66), Indonesisch politicus
- 2010 - Albert Cauwe (95), Belgisch priester en organisator
- 2010 - Dorothy Provine (75), Amerikaans actrice
- 2010 - Alan Sillitoe (82), Brits dichter en schrijver
- 2011 - Winrich Behr (93), Duits legerofficier en later diplomaat en zakenman
- 2011 - Cesare Del Cancia (95), Italiaans wielrenner
- 2011 - Wim Oudshoorn (76), Nederlands schrijver
- 2011 - Gonzalo Rojas (93), Chileens dichter
- 2011 - Poly Styrene (53), Brits muzikante, tekstschrijver en zangeres
- 2012 - Juul Hannes (74), Belgisch hoogleraar en historicus
- 2012 - Gabriëlla Moortgat (88), Belgisch onderneemster
- 2012 - Rafael Taléns Pello (78), Spaans componist
- 2012 - Paul L. Smith (75), Amerikaans acteur
- 2013 - Jacob Avshalomov (94), Amerikaans componist en dirigent
- 2013 - Virginia Gibson (85), Amerikaans actrice, zangeres en danseres
- 2013 - Jef Vandensande (87), Belgisch televisieproducent
- 2013 - Dieuwke Winsemius (96), Nederlands schrijfster
- 2013 - Kees Zijlstra (82), Nederlands politicus
- 2014 - Tito Vilanova (45), Spaans voetballer en voetbaltrainer
- 2014 - Stefanie Zweig (81), Duits schrijfster en journaliste
- 2016 - Martin Gray (93), Pools schrijver en Holocaust-overlevende
- 2016 - Rudolf Wessely (91), Oostenrijks acteur
- 2017 - Coby Floor (86), Nederlands schoonspringster
- 2017 - Gülmira Mambetalieva (61), Kirgizisch historicus en schrijver
- 2018 - Michael Anderson (98), Brits filmregisseur
- 2018 - Abbas Attar (74), Iraans persfotograaf
- 2018 - Madeeha Gauhar (61), Pakistaans toneelregisseuse
- 2019 - Serge Moureaux (85), Belgisch politicus en advocaat
- 2019 - Faty Papy (28), Burundees voetballer
- 2020 - Douglas Anakin (89), Canadees bobsleeër
- 2020 - Ricardo Brennand (92), Braziliaans kunstverzamelaar en ondernemer
- 2020 - Per Olov Enquist (85), Zweeds schrijver
- 2020 - Fré Vooys-Bosma (93), Nederlands politicus
- 2021 - André De Witte (76), Belgisch bisschop
- 2021 - Willemijn van Gurp (102), Nederlands verzetsstrijder in de Tweede Wereldoorlog
- 2021 - Joseph Maraite (71), Belgisch politicus
- 2022 - Henny Vrienten (73), Nederlands componist, gitarist, pianist en zanger
- 2023 - Harry Belafonte (96), Amerikaans zanger en acteur
- 2023 - Vera Krepkina (90), Sovjet-Russisch-Oekraïens atlete
- 2023 - Paul van Vliet (87), Nederlands cabaretier

## Viering/herdenking

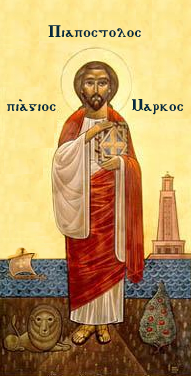
H. Marcus

- De Romeinen vierden op 25 april de Robigalia ter ere van de god Robigus om een gunstige oogst af te smeken.
- Op 25 april wordt in de Tridentijnse liturgie de dag gevierd van de grote litanie (litaniae majores) om zegen te vragen over de vruchten van de aarde. Dit gaat waarschijnlijk terug op de Romeinse Robigalia.
- Op 25 april 1915 begon de aanval op Gallipoli. Hierbij kwamen veel Australiërs en Nieuw-Zeelanders om. Op deze datum, Anzacdag, worden de doden die in diverse oorlogen gevallen zijn herdacht.
- Op 25 april wordt in Noord-Korea de dag van het leger gevierd.
- Bevrijding van Italië (Tweede Wereldoorlog in 1945)
- Laatst mogelijke datum van Paasfeest: in 1666, 1734, 1886, 1943, 2038.
- Rooms-katholieke kalender:
  - Heilige Marcus († c. 68), evangelist - Feest
  - Heilige Ermin(us) (van Lobbes) († c. 737)
  - Heilige Filo (van Antiochië) († 107)
  - Heilige Aniaan (van Alexandrië) († c. 86)
  - Heilige Pedro de San José de Betancourt († 1667)
  - Heilige Franca Visalta († 1218)
  - Zaligen Andrés Molist († 1927), Leonardo Pérez Larios († 1929) en Anacleto Flores († 1927)
  - Zalige Herman I van Baden († 1074)
  - Zalige Maria Elisabeth Hesselblad († 1957)

## Weerextremen

### Nederland
| | Officiële records | Officiële records | Officiële records |      | Landelijke records | Landelijke records | Landelijke records      |
| Gebeurtenis | Jaar              | Extreem           | Locatie           | Jaar | Extreem            | Locatie            |                         |
| --- | ----------------- | ----------------- | ----------------- | ---- | ------------------ | ------------------ | ----------------------- |
| Laagste etmaalgemiddelde temperatuur (°C) | 1950              | 2,2               | De Bilt           |      | 1950               | 2,1                | De Kooy                 |
| Hoogste etmaalgemiddelde temperatuur (°C) | 2007              | 19,2              | De Bilt           |      | 2007               | 20,9               | Maastricht              |
| Laagste minimumtemperatuur (°C) | 1906              | −3,5              | De Bilt           |      | 1906               | −3,5               | De Bilt                 |
| Hoogste minimumtemperatuur (°C) | 1995              | 12,4              | De Bilt           |      | 2007               | 14,1               | Maastricht              |
| Laagste maximumtemperatuur (°C) | 1903              | 6,1               | De Bilt           |      | 1950               | 5,1                | Vlissingen              |
| Hoogste maximumtemperatuur (°C) | 2007              | 27,7              | De Bilt           |      | 2007               | 28,9               | Ell                     |
| Hoogste uurgemiddelde windsnelheid (m/s) | 1950              | 16,5              | De Bilt           |      | 1950               | 23,1               | De Kooy                 |
| Hoogste windstoot (m/s) | 1957, 1959        | 21,1              | De Bilt           |      | 2001 2018          | 23,0               | Woensdrecht Houtribdijk |
| Langste zonneschijnduur (uur) | 1902              | 14,1              | De Bilt           |      | 1902               | 14,1               | De Bilt                 |
| Langste neerslagduur (uur) | 1989              | 10,3              | De Bilt           |      | 1989               | 17,5               | Maastricht              |
| Hoogste etmaalsom van de neerslag (mm) | 1940              | 16,9              | De Bilt           |      | 2001               | 21,8               | Heino                   |
| Laagste etmaalgemiddelde relatieve vochtigheid (%) | 1942              | 41                | De Bilt           |      | 1933               | 39                 | Maastricht              |
| Laagste uurwaarde luchtdruk op zeeniveau (hPa) | 1927, 1950        | 991,1             | De Bilt           |      | 1950               | 984,7              | De Kooy                 |
| Hoogste uurwaarde luchtdruk op zeeniveau (hPa) | 1948              | 1034,7            | De Bilt           |      | 1914               | 1035,1             | De Kooy                 |
| Officiële records worden altijd gemeten op het KNMI-weerstation in De Bilt. Landelijke records kunnen worden gemeten op elk officieel KNMI-weerstation in Nederland. |                   |                   |                   |      |                    |                    |                         |

Uitzonderlijke gebeurtenissen
- 1924 - Eerste landelijke warme dag van het jaar gemeten in Maastricht (maximumtemperatuur ≥ 20 °C op een officieel weerstation)
- 1951 - Eerste landelijke zomerse dag van het jaar gemeten in Twenthe (maximumtemperatuur ≥ 25 °C op een officieel weerstation)
- 2000 - Eerste officiële warme dag van het jaar (maximumtemperatuur ≥ 20 °C in De Bilt)
- 2006 - Eerste officiële warme dag van het jaar (maximumtemperatuur ≥ 20 °C in De Bilt)
- 2010 - Eerste officiële warme dag van het jaar (maximumtemperatuur ≥ 20 °C in De Bilt)

### België
Dagrecords
- 1873 - Laagste etmaalgemiddelde temperatuur 2,1 °C
- 2007 - Hoogste etmaalgemiddelde temperatuur 20,5 °C
- 1955 - Laagste minimumtemperatuur −1,8 °C
- 2007 - Hoogste maximumtemperatuur 27,9 °C
- 1957 - Hoogste etmaalsom van de neerslag 18,9 mm

Uitzonderlijke gebeurtenissen
- 1903 - 45 cm sneeuw in de streek van Saint-Hubert.
- 1957 - Er valt veel neerslag: in Forges (Chimay) 73,7 mm.
- 1986 - De kernramp van Tsjernobyl brengt de diensten van het KMI in staat van alarm. De doortocht van de radioactieve wolk over België wordt enkele dagen later, op 1 en 2 mei, gedetecteerd. Gelukkig regent het bijna niet gedurende die twee dagen.
- 2011 - Op het plateau van de Hoge Venen ontstaan in de buurt van Baraque Michel (Jalhay) felle branden. De rookpluim is op de weerradar te zien.

<< · 1 · 2 · 3 · 4 · 5 · 6 · 7 · 8 · 9 · 10 · 11 · 12 · 13 · 14 · 15 · 16 · 17 · 18 · 19 · 20 · 21 · 22 · 23 · 24 · 25 · 26 · 27 · 28 · 29 · 30 · >>